# Montredon-Labessonnié
Montredon-Labessonnié est une commune française située dans le département du Tarn, en région Occitanie. Sur le plan historique et culturel, la commune est dans le Lacaunais, un ensemble de plateaux où l'élevage de brebis laitières est prépondérant.
Exposée à un climat océanique altéré, elle est drainée par l'Agout, le Dadou, le Lèzert, le Rieu de l'Aze, le ruisseau de Bezan, le ruisseau des Bardes, le ruisseau de Bernabrol, le ruisseau de Peyremule, le ruisseau du Robert et par divers autres petits cours d'eau. Incluse dans le parc naturel régional du Haut-Languedoc, la commune possède un patrimoine naturel remarquable : un site Natura 2000 (Les « vallées du Tarn, de l'Aveyron, du Viaur, de l'Agout et du Gijou ») et trois zones naturelles d'intérêt écologique, faunistique et floristique.
Montredon-Labessonnié est une commune rurale qui compte 2 080 habitants en 2022, après avoir connu un pic de population de 5 548 habitants en 1851.  Elle fait partie de l'aire d'attraction de Castres. Ses habitants sont appelés les Montredonnais ou  Montredonnaises.

## Géographie

### Localisation
Montredon-Labessonnié est une commune située dans le canton du Haut Dadou et l'arrondissement de Castres, au sein des monts de Lacaune à 17 km au nord-est de Castres. Elle fait partie du parc naturel régional du Haut-Languedoc. Elle est la commune la plus étendue de son département.

### Communes limitrophes
Les communes limitrophes sont Arifat, Lacrouzette, Montfa, Roquecourbe, Saint-Jean-de-Vals, Saint-Pierre-de-Trivisy, Vabre, Vénès et Terre-de-Bancalié.
| Terre-de-Bancalié  | Arifat                | Saint-Pierre-de-Trivisy |
| Vénès, Montfa      | Montredon-Labessonnié | Vabre                   |
| Saint-Jean-de-Vals | Roquecourbe           | Lacrouzette             |

### Voies de communications et transports
La commune est desservie par des lignes régulières du réseau régional liO : la ligne 715 la relie à Graulhet ; la ligne 764 la relie à Castres.

### Hydrographie
La commune est dans le bassin de la Garonne, au sein du bassin hydrographique Adour-Garonne. Elle est drainée par l'Agout, le Dadou, le Lèzert, le Rieu de l'Aze, le ruisseau de Bezan, le ruisseau des Bardes, le ruisseau de Peyremule, le ruisseau du Robert, le ravin de Vignal, Rieu de l'Aze, le ruisseau de Benaval, le ruisseau de Buguet, le ruisseau de l'Houlette, et par divers petits cours d'eau, qui constituent un réseau hydrographique de 145 km de longueur totale,.
L'Agout, d'une longueur totale de 194,4 km, prend sa source dans la commune de Cambon-et-Salvergues et s'écoule d'est en ouest. Il traverse la commune et se jette dans le Tarn à Saint-Sulpice-la-Pointe, après avoir traversé 35 communes.

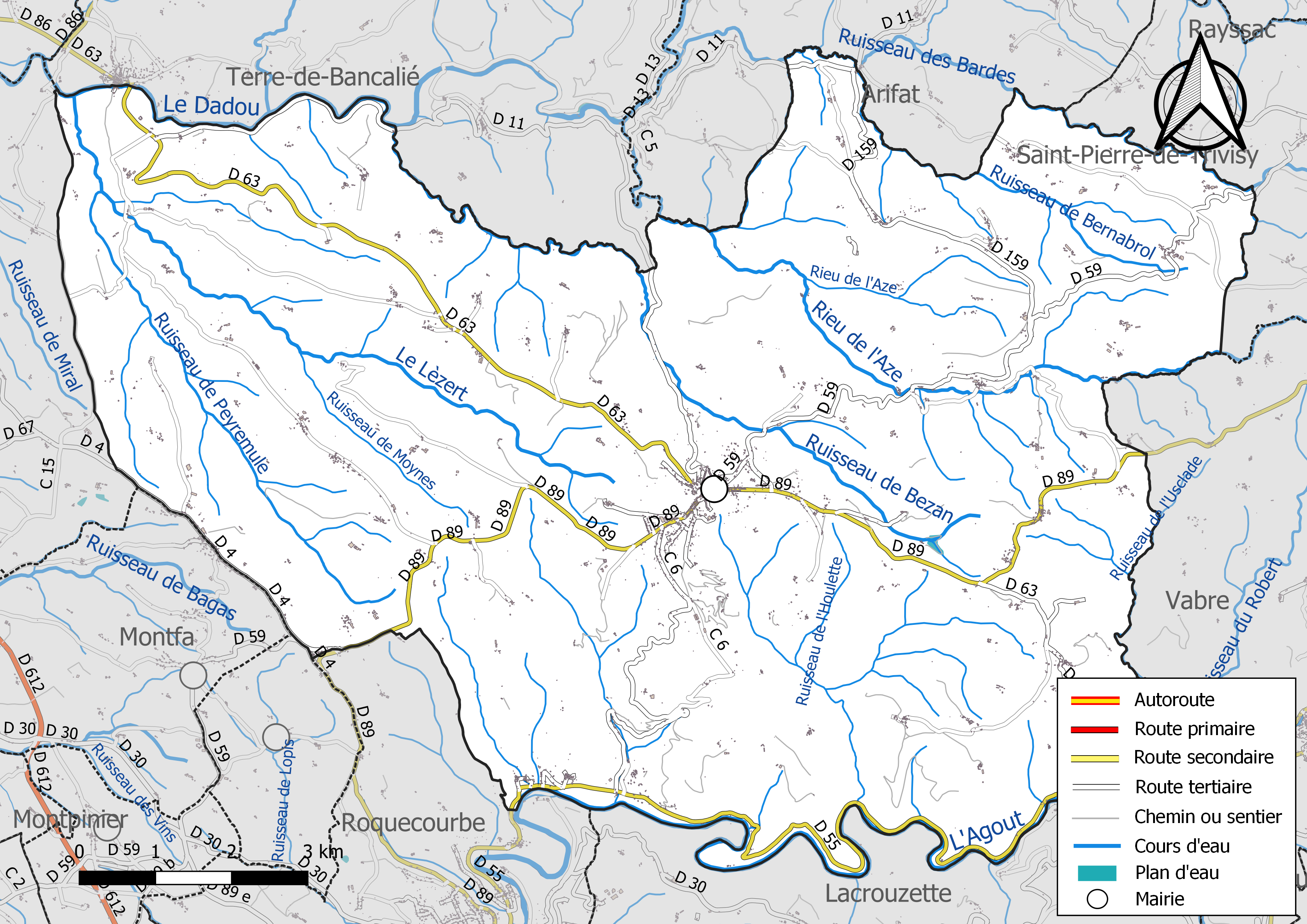
Réseaux hydrographique et routier de Montredon-Labessonnié.

Le Dadou, d'une longueur totale de 115,8 km, prend sa source dans la commune de Saint-Salvi-de-Carcavès et s'écoule d'est en ouest. Il traverse la commune et se jette dans l'Agout à Ambres, après avoir traversé 23 communes.
Le Lézert, d'une longueur totale de 10,1 km, prend sa source sur la commune, à l'ouest du bourg, en contrebas du hameau de Lagrange, et s'écoule vers le nord-ouest. Il traverse la commune et se jette dans le Dadou sur le territoire communal, en limite du bourg de Lafenasse.
Le Rieu de l'Aze, d'une longueur totale de 15,1 km, prend sa source dans la commune de Saint-Pierre-de-Trivisy et s'écoule d'est en ouest. Il traverse la commune et se jette dans le Dadou à Arifat, après avoir traversé 5 communes.
Le Ruisseau de Bezan, d'une longueur totale de 11,7 km, prend sa source dans la commune de Montredon-Labessonnié et s'écoule du sud-est vers le nord-ouest. Il se jette dans le Dadou à Terre-de-Bancalié.
Le ruisseau des Bardes, d'une longueur totale de 14,6 km, prend sa source dans la commune de Saint-Pierre-de-Trivisy et s'écoule d'est en ouest. Il traverse la commune et se jette dans le Dadou à Arifat, après avoir traversé 3 communes.

### Climat
Pour des articles plus généraux, voir Climat de l'Occitanie et Climat du Tarn.
En 2010, le climat de la commune est de type climat océanique altéré, selon une étude du Centre national de la recherche scientifique s'appuyant sur une série de données couvrant la période 1971-2000. En 2020, Météo-France publie une typologie des climats de la France métropolitaine dans laquelle la commune est toujours exposée à un climat océanique altéré et est dans la région climatique Aquitaine, Gascogne, caractérisée par une pluviométrie abondante au printemps, modérée en automne, un faible ensoleillement au printemps, un été chaud (19,5 °C), des vents faibles, des brouillards fréquents en automne et en hiver et des orages fréquents en été (15 à 20 jours).
Pour la période 1971-2000, la température annuelle moyenne est de 11,8 °C, avec une amplitude thermique annuelle de 15,7 °C. Le cumul annuel moyen de précipitations est de 1 216 mm, avec 11,8 jours de précipitations en janvier et 7 jours en juillet. Pour la période 1991-2020, la température moyenne annuelle observée sur la station météorologique installée sur la commune est de 12,1 °C et le cumul annuel moyen de précipitations est de 1 133,8 mm. 
La température maximale relevée sur cette station est de 39,6 °C, atteinte le 21 juillet 1989 ; la température minimale est de −15,6 °C, atteinte le 12 janvier 1987,,.
| Mois                                  | jan.             | fév.            | mars          | avril           | mai             | juin            | jui.            | août          | sep.            | oct.          | nov.             | déc.           | année      |
| ------------------------------------- | ---------------- | --------------- | ------------- | --------------- | --------------- | --------------- | --------------- | ------------- | --------------- | ------------- | ---------------- | -------------- | ---------- |
| Température minimale moyenne (°C)     | 1,7              | 1,8             | 4,2           | 6,3             | 9,7             | 13              | 15              | 15,2          | 12,3            | 9,6           | 5,2              | 2,8            | 8,1        |
| Température moyenne (°C)              | 4,6              | 5,1             | 8,1           | 10,5            | 14,3            | 18              | 20,3            | 20,6          | 16,9            | 13,2          | 8,2              | 5,6            | 12,1       |
| Température maximale moyenne (°C)     | 7,5              | 8,5             | 12            | 14,8            | 18,9            | 22,9            | 25,6            | 25,9          | 21,6            | 16,9          | 11,1             | 8,5            | 16,2       |
| Record de froid (°C) date du record   | −15,6 12.01.1987 | −13 08.02.12    | −9,8 01.03.05 | −3,9 03.04.22   | −0,4 05.05.19   | 3,1 06.06.1989  | 5,9 07.07.1993  | 5 30.08.1986  | 3 18.09.01      | −4,5 25.10.03 | −10,8 23.11.1988 | −11,1 26.12.10 | −15,6 1987 |
| Record de chaleur (°C) date du record | 20 29.01.02      | 22,6 19.02.1998 | 25,7 29.03.23 | 27,9 24.04.1992 | 33,3 31.05.1994 | 36,9 28.06.1986 | 39,6 21.07.1989 | 39,6 23.08.23 | 35,7 14.09.1987 | 31,8 01.10.23 | 24,5 23.11.1992  | 22,4 31.12.21  | 39,6 2023  |
| Précipitations (mm)                   | 111,6            | 84,9            | 94,7          | 116,7           | 125,8           | 88,6            | 58,9            | 66,1          | 78,2            | 90,4          | 108,2            | 109,7          | 1 133,8    |

| Diagramme climatique                                  |            |           |              |              |            |            |              |              |             |              |             |
| J                                                     | F          | M         | A            | M            | J          | J          | A            | S            | O           | N            | D           |
| 7,51,7111,6                                           | 8,51,884,9 | 124,294,7 | 14,86,3116,7 | 18,99,7125,8 | 22,91388,6 | 25,61558,9 | 25,915,266,1 | 21,612,378,2 | 16,99,690,4 | 11,15,2108,2 | 8,52,8109,7 |
| Moyennes : • Temp. maxi et mini °C • Précipitation mm |            |           |              |              |            |            |              |              |             |              |             |

Les paramètres climatiques de la commune ont été estimés pour le milieu du siècle (2041-2070) selon différents scénarios d'émission de gaz à effet de serre à partir des nouvelles projections climatiques de référence DRIAS-2020. Ils sont consultables sur un site dédié publié par Météo-France en novembre 2022.

### Milieux naturels et biodiversité

#### Espaces protégés
La protection réglementaire est le mode d’intervention le plus fort pour préserver des espaces naturels remarquables et leur biodiversité associée,.
La commune fait partie du parc naturel régional du Haut-Languedoc, créé en 1973 et d'une superficie de 307 184 ha, qui s'étend sur 118 communes et deux départements. Implanté de part et d’autre de la ligne de partage des eaux entre l'océan Atlantique et la mer Méditerranée, ce territoire est un véritable balcon dominant les plaines viticoles du Languedoc et les étendues céréalières du Lauragais,

#### Réseau Natura 2000

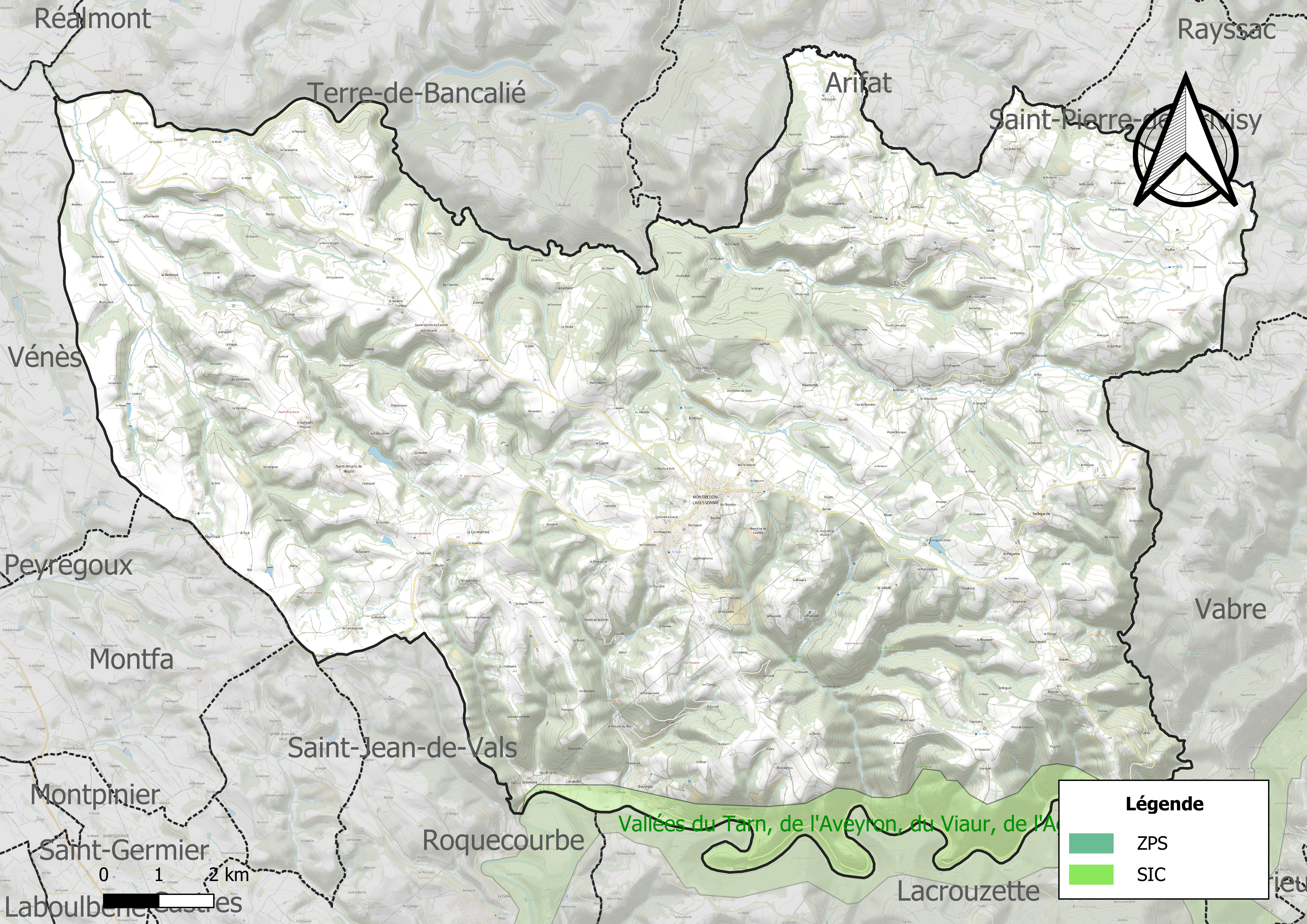
Site Natura 2000 sur le territoire communal.

Le réseau Natura 2000 est un réseau écologique européen de sites naturels d'intérêt écologique élaboré à partir des directives habitats et oiseaux, constitué de zones spéciales de conservation (ZSC) et de zones de protection spéciale (ZPS).
Un site Natura 2000 a été défini sur la commune au titre de la directive habitats : Les « vallées du Tarn, de l'Aveyron, du Viaur, de l'Agout et du Gijou », d'une superficie de 17 144 ha, s'étendant sur 136 communes dont 41 dans l'Aveyron, 8 en Haute-Garonne, 50 dans le Tarn et 37 dans le Tarn-et-Garonne. Elles présentent une très grande diversité d'habitats et d'espèces dans ce vaste réseau de cours d'eau et de gorges. La présence de la Loutre d'Europe et de la moule perlière d'eau douce est également d'un intérêt majeur.

#### Zones naturelles d'intérêt écologique, faunistique et floristique
L’inventaire des zones naturelles d'intérêt écologique, faunistique et floristique (ZNIEFF) a pour objectif de réaliser une couverture des zones les plus intéressantes sur le plan écologique, essentiellement dans la perspective d’améliorer la connaissance du patrimoine naturel national et de fournir aux différents décideurs un outil d’aide à la prise en compte de l’environnement dans l’aménagement du territoire.
Deux ZNIEFF de type 1 sont recensées sur la commune :
la « vallée du Dadou » (3 063 ha), couvrant 7 communes du département, et 
la « vallée du Gijou de Lacaze à Bézergues et vallée de l'Agoût de Bézergues à la Vergne » (6 257 ha), couvrant 7 communes du département
et une ZNIEFF de type 2, : 
la « vallée de l'Agoût de Brassac à Burlats et vallée du Gijou » (15 868 ha), couvrant 17 communes du département.

Carte des ZNIEFF de type 1 et 2 à Montredon-Labessonnié.
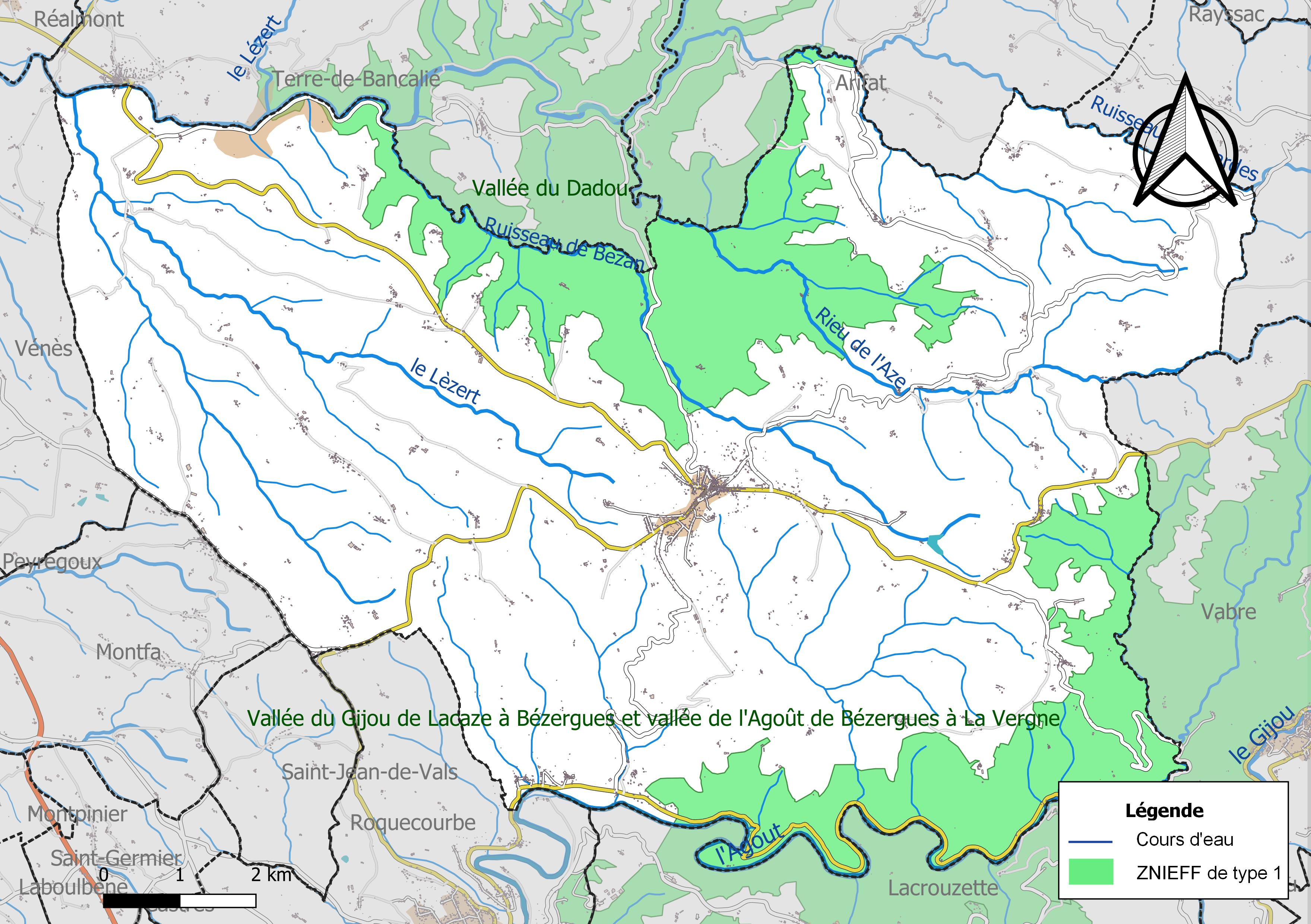
Carte des ZNIEFF de type 1 sur la commune.
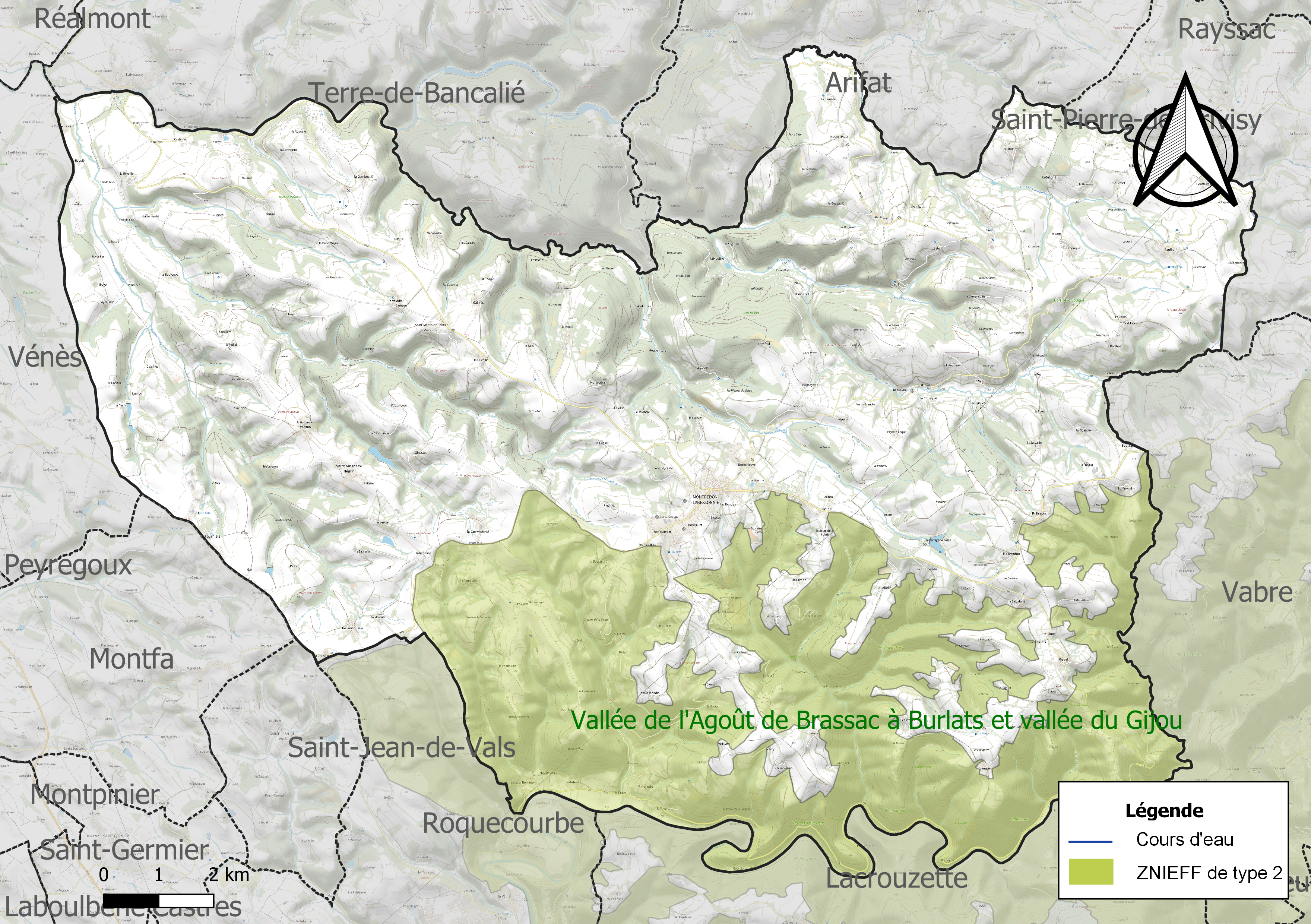
Carte de la ZNIEFF de type 2 sur la commune.

## Urbanisme

### Typologie
Au 1er janvier 2024, Montredon-Labessonnié est catégorisée commune rurale à habitat très dispersé, selon la nouvelle grille communale de densité à sept niveaux définie par l'Insee en 2022.
Elle est située hors unité urbaine. Par ailleurs la commune fait partie de l'aire d'attraction de Castres, dont elle est une commune de la couronne,. Cette aire, qui regroupe 55 communes, est catégorisée dans les aires de 50 000 à moins de 200 000 habitants,.

### Occupation des sols
L'occupation des sols de la commune, telle qu'elle ressort de la base de données européenne d’occupation biophysique des sols Corine Land Cover (CLC), est marquée par l'importance des territoires agricoles (60,7 % en 2018), une proportion sensiblement équivalente à celle de 1990 (60,9 %). La répartition détaillée en 2018 est la suivante : 
forêts (38,2 %), zones agricoles hétérogènes (35,5 %), prairies (18,8 %), terres arables (6,4 %), mines, décharges et chantiers (0,7 %), zones urbanisées (0,4 %). L'évolution de l’occupation des sols de la commune et de ses infrastructures peut être observée sur les différentes représentations cartographiques du territoire : la carte de Cassini (XVIIIe siècle), la carte d'état-major (1820-1866) et les cartes ou photos aériennes de l'IGN pour la période actuelle (1950 à aujourd'hui).

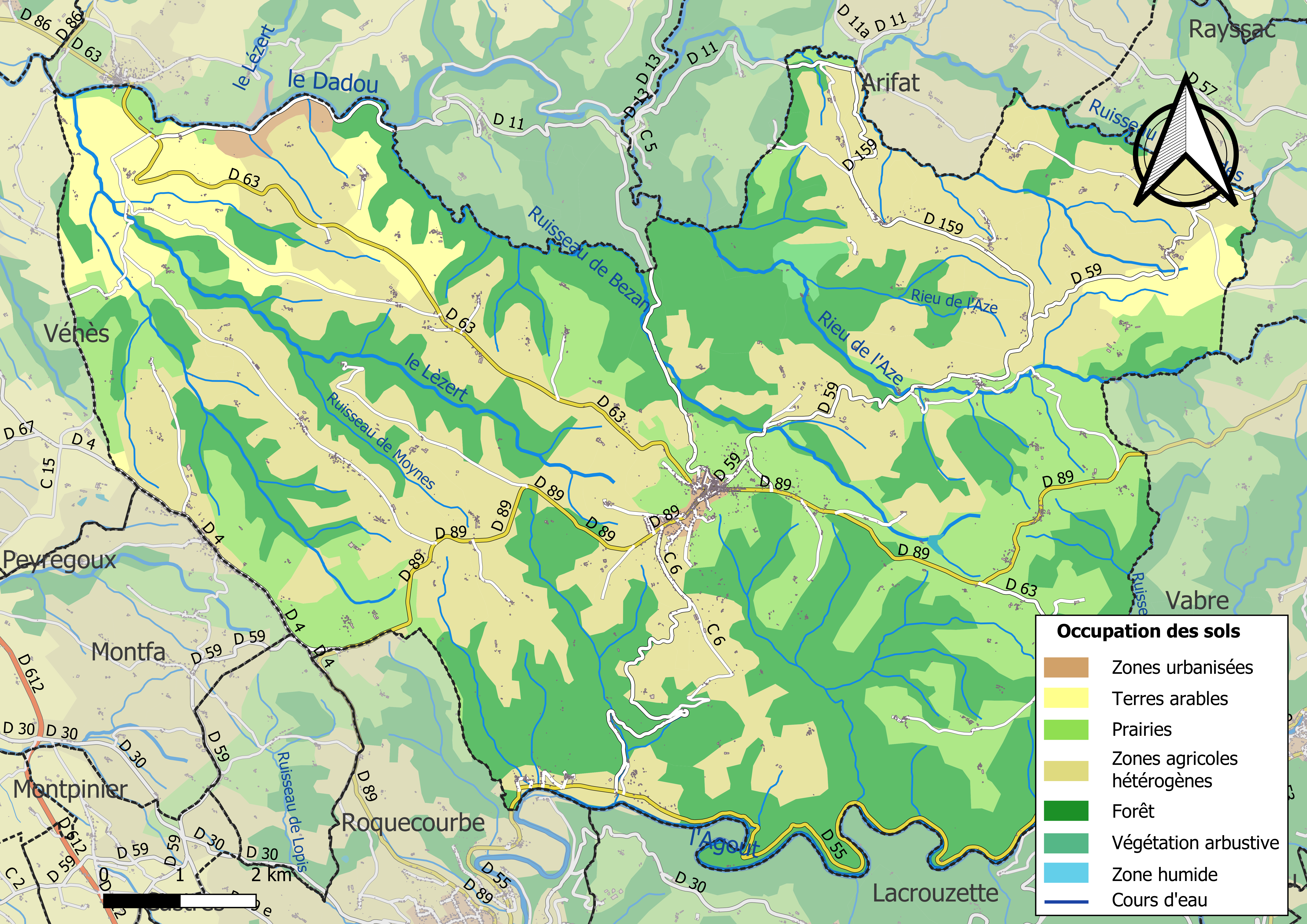
Carte des infrastructures et de l'occupation des sols de la commune en 2018 (CLC).

### Risques majeurs
Le territoire de la commune de Montredon-Labessonnié est vulnérable à différents aléas naturels : météorologiques (tempête, orage, neige, grand froid, canicule ou sécheresse), inondations, feux de forêts, mouvements de terrains et séisme (sismicité très faible). Il est également exposé à deux risques technologiques, le transport de matières dangereuses et la rupture d'un barrage, et à un risque particulier : le risque de radon. Un site publié par le BRGM permet d'évaluer simplement et rapidement les risques d'un bien localisé soit par son adresse soit par le numéro de sa parcelle.

#### Risques naturels
Certaines parties du territoire communal sont susceptibles d’être affectées par le risque d’inondation par débordement de cours d'eau, notamment l'Agout, le Dadou, le ruisseau des Bardes, le Rieu de l'Azé, le ruisseau de Bezan et le Lèzert. La cartographie des zones inondables en ex-Midi-Pyrénées réalisée dans le cadre du XIe Contrat de plan État-région, visant à informer les citoyens et les décideurs sur le risque d’inondation, est accessible sur le site de la DREAL Occitanie. La commune a été reconnue en état de catastrophe naturelle au titre des dommages causés par les inondations et coulées de boue survenues en 1982, 1995, 2009, 2012, 2017 et 2020,.
Montredon-Labessonnié est exposée au risque de feu de forêt. En 2022, il n'existe pas de Plan de Prévention des Risques incendie de forêt (PPRif). Le débroussaillement aux abords des maisons constitue l’une des meilleures protections pour les particuliers contre le feu,.

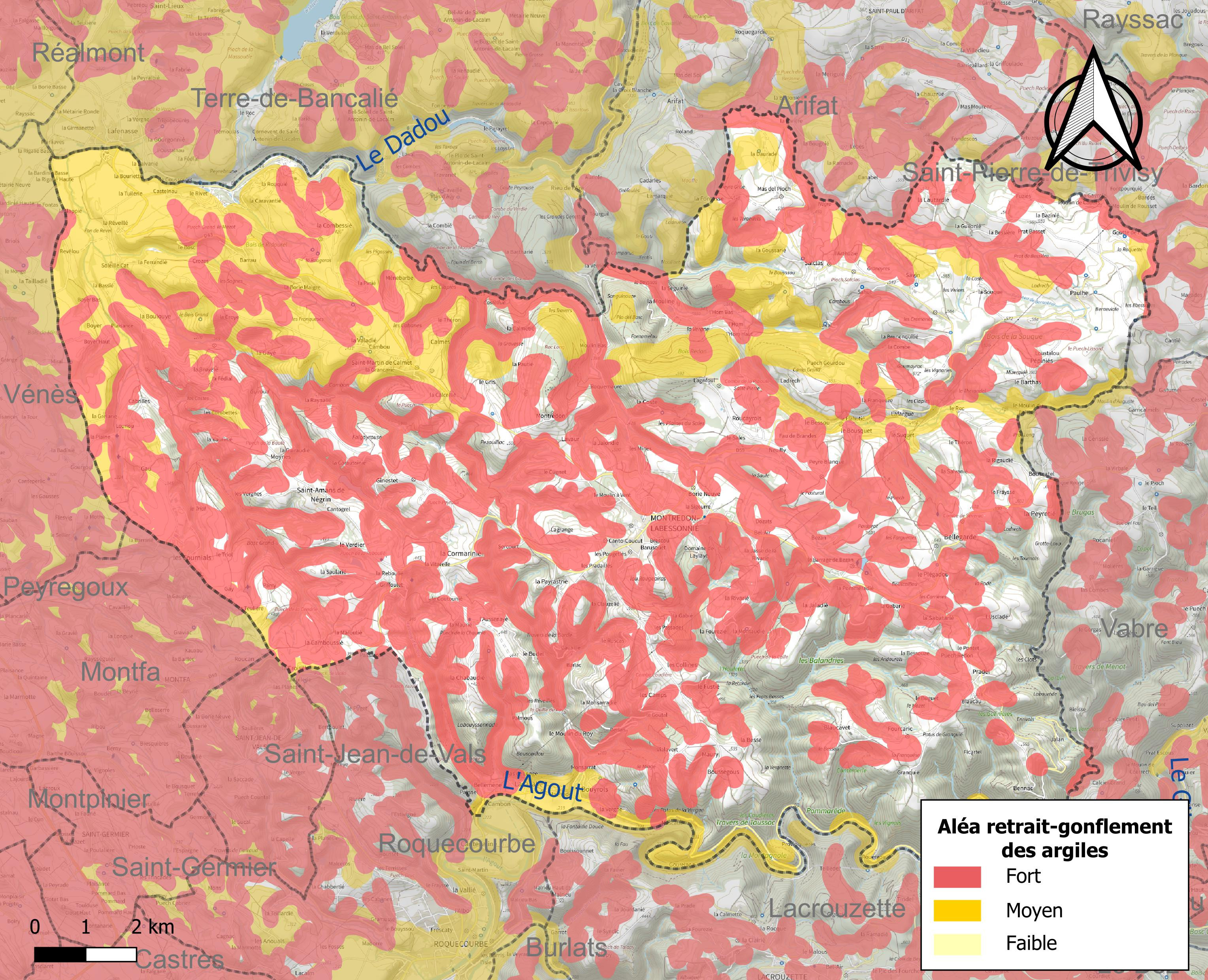
Carte des zones d'aléa retrait-gonflement des sols argileux de Montredon-Labessonnié.

La commune est vulnérable au risque de mouvements de terrains constitué principalement du retrait-gonflement des sols argileux. Cet aléa est susceptible d'engendrer des dommages importants aux bâtiments en cas d’alternance de périodes de sécheresse et de pluie. 64,8 % de la superficie communale est en aléa moyen ou fort (76,3 % au niveau départemental et 48,5 % au niveau national). Sur les 1 176 bâtiments dénombrés sur la commune en 2019, 766 sont en aléa moyen ou fort, soit 65 %, à comparer aux 90 % au niveau départemental et 54 % au niveau national. Une cartographie de l'exposition du territoire national au retrait gonflement des sols argileux est disponible sur le site du BRGM,.
Par ailleurs, afin de mieux appréhender le risque d’affaissement de terrain, l'inventaire national des cavités souterraines permet de localiser celles situées sur la commune.

#### Risques technologiques
Le risque de transport de matières dangereuses sur la commune est lié à sa traversée par des infrastructures routières ou ferroviaires importantes ou la présence d'une canalisation de transport d'hydrocarbures. Un accident se produisant sur de telles infrastructures est susceptible d’avoir des effets graves sur les biens, les personnes ou l'environnement, selon la nature du matériau transporté. Des dispositions d’urbanisme peuvent être préconisées en conséquence.
La commune est en outre située en aval d'un barrage de classe A. À ce titre elle est susceptible d’être touchée par l’onde de submersion consécutive à la rupture de cet ouvrage.

#### Risque particulier
Dans plusieurs parties du territoire national, le radon, accumulé dans certains logements ou autres locaux, peut constituer une source significative d’exposition de la population aux rayonnements ionisants. Certaines communes du département sont concernées par le risque radon à un niveau plus ou moins élevé. Selon la classification de 2018, la commune de Montredon-Labessonnié est classée en zone 3, à savoir zone à potentiel radon significatif.

## Toponymie
Montredon (en occitan Montredond) est basé sur le mot latin montem qui désigne un endroit élevé et sur redond qui qualifie une forme arrondie : « le mont arrondi ».

Vue sur la chaîne des Pyrénées.

## Histoire

### Antiquité
Dès l'Antiquité, le territoire du montredonnais a été occupé en de nombreux lieux, mais le premier étant le "Mont-Redon" sur lequel, d'après Fernand Bousquet, aurait été établie un oppidum à l'époque celto-ligure. De plus, l'exploration minière y avait fixé des centres de peuplement, les mines de plomb-argentifère de Peyrebrune y furent exploitées de manière intense à l'époque gallo-romaine.   

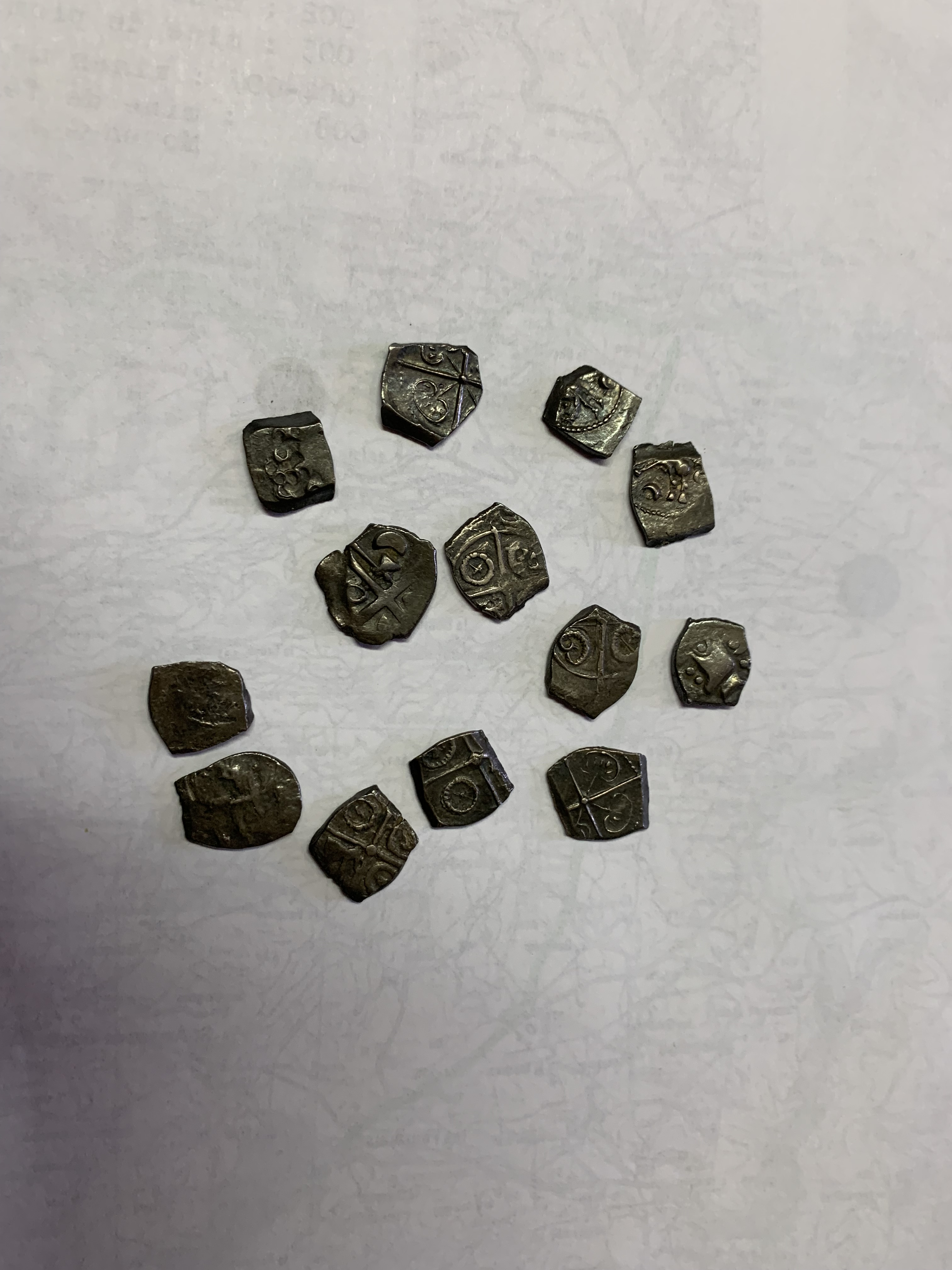
Les pièces de monnaies retrouvées à Paulhe en 1956 et datant du Ier siècle av. JC.

Ce dont on est sur, c'est de la présence des Rutènes sur la commune dès le Ier siècle av. JC, grâce aux recherches archéologiques de M. Labrousse sur le "Trésor" de Paulhe en 1956. Ce qui nous montre que dès l'Antiquité, le montredonnais était un lieu de passage entre la Méditerranée et le pays des Rutènes.

### Moyen-Âge

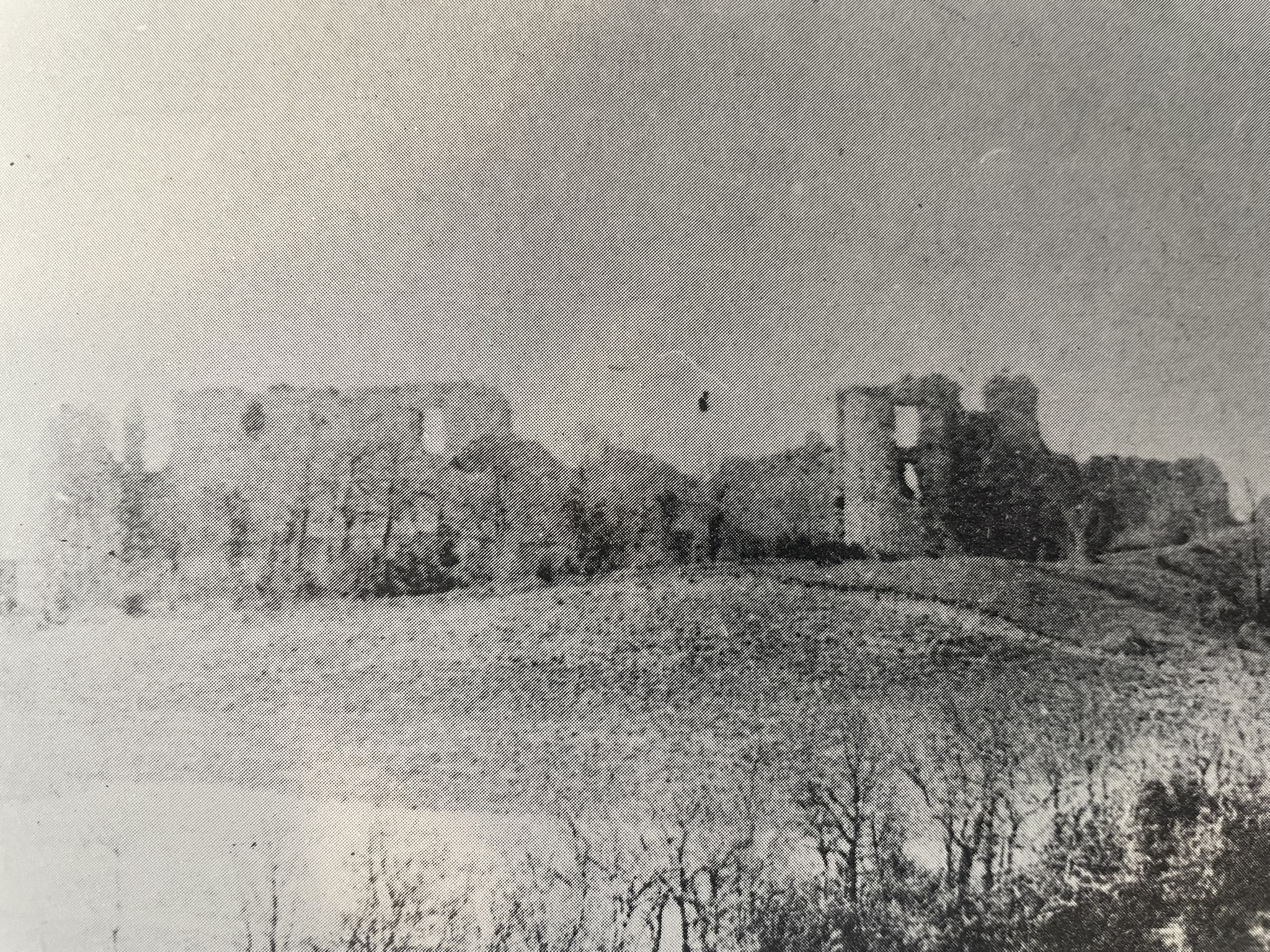
Façade sud du château de Montredon, photo prise avant 1900

Le château de Montredon est connu en tant que château dès le Xe siècle, en 950, il passe aux mains des vicomtes de Lautrec, vassaux des comtes de Toulouse. Le château est d'ailleurs reconstruit par ces derniers à la fin du Xe siècle et devient le chef-lieu d'une baronnie. Il est construit sous une forme de plan quadrangulaire avec un donjon carré à l'ouest de l'entrée et un pont-levis permettant d'y accéder étant entouré de fossés. La baronnie se divisa en de nombreux fiefs : fort de la Fenasse, château de Castelfranc, château de Berlan, le Buguet, Castelas de Mirapeys, château de la Griffoul, la Souque, Salclas, Ruffis, Arifat, la Roque-d'Arifat. Tous ces châteaux ou fermes fortifiées défendaient une vallée donnant accès au montredonnais.
Dès 1209, au commencement de la croisade des Albigeois, la baronnie de Montredon est aux mains de Simon de Montfort puis de son fils Amaury jusqu'en 1224. Ensuite, en 1226, il revient aux vicomtes de Lautrec et le garderont jusqu'en 1431. Parmi les nombreux seigneurs de Montredon, on peut en citer certains qui ont joué un rôle dans l'histoire locale : Pierre III qui ira combattre les Anglais en Gascogne, Amaury III qui ira combattre en Guyenne et qui vivait la plupart du temps au château de Castelfranc, Montredon étant la place d'armes. Ensuite, le seigneur Pierre IV va jouer un rôle crucial dans l'histoire de Montredon, car le traité de Brétigny en 1360 concède le Rouergue aux Anglais, Montredon devient donc un château stratégique à la frontière. Le château doit faire face aux brigands, routiers et aux Anglais qui occupent les châteaux d'Arifat, de la Roque et de la Griffoul. Les tours et murs du château de Montredon sont équipés de canons et, en 1362, Pierre IV récupère la Griffoul. De plus, c'est en 1381 que Pierre IV et le vicomte de Paulin chassent les Anglais du château de la Roque, Pierre IV rend hommage au roi Charles VI et meurt en 1392. Par ailleurs, Pierre V était le chambellan du roi mais meurt en 1402 à Castelfranc et laisse la baronnie à Pierre VI. Ce dernier préfère résider au château de Berlan, plus sûr et moins compliqué à défendre dans la vallée de l'Agout, de plus, il se prépare à quitter la baronnie à cause des dettes contractées par son père. C'est donc en 1431, chez un notaire de Réalmont, que Pierre VI vend la baronnie de Montredon à Hugues III d'Arpajon.

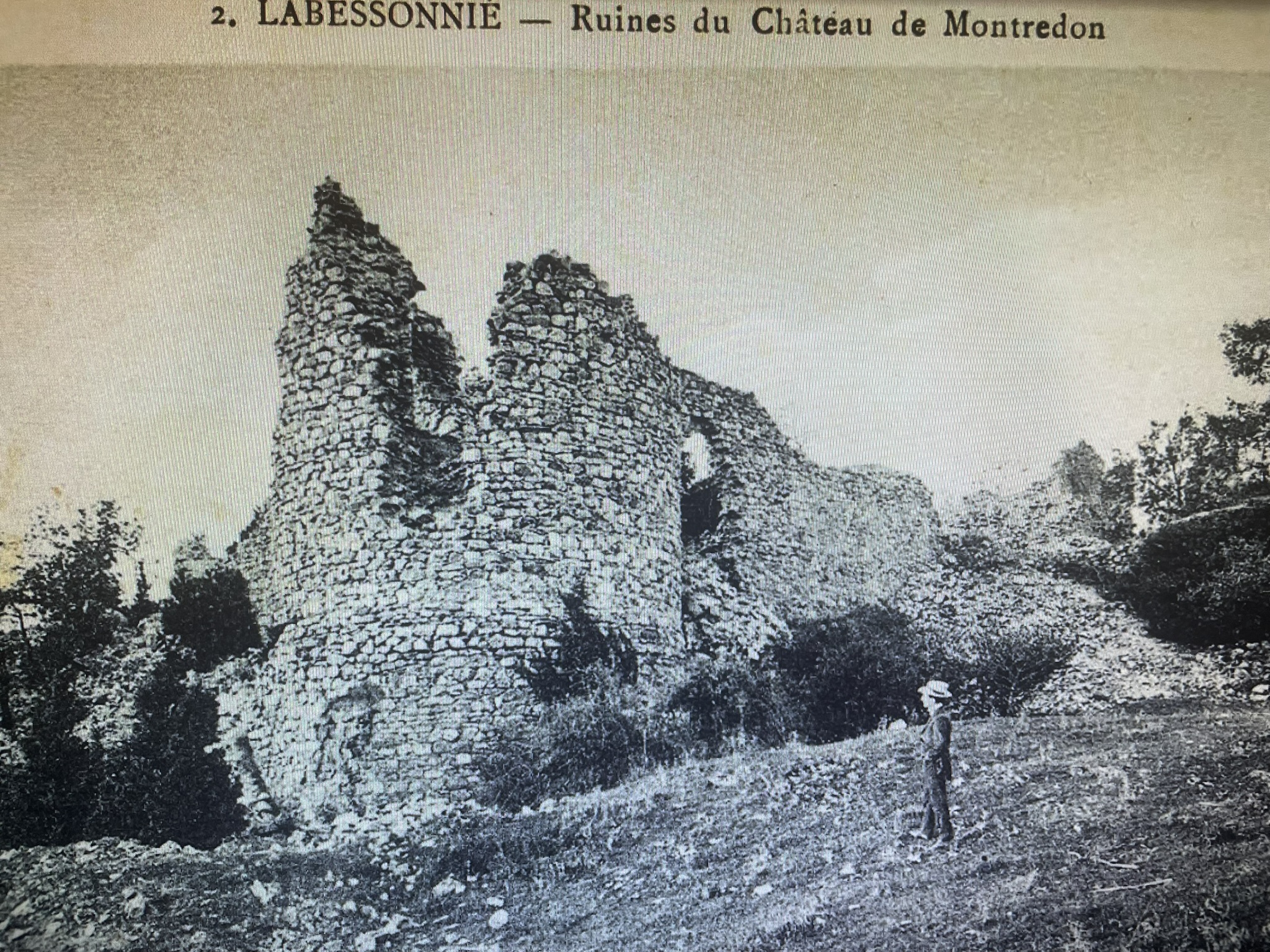
Tour d'angle sud-est, photo prise en 1905
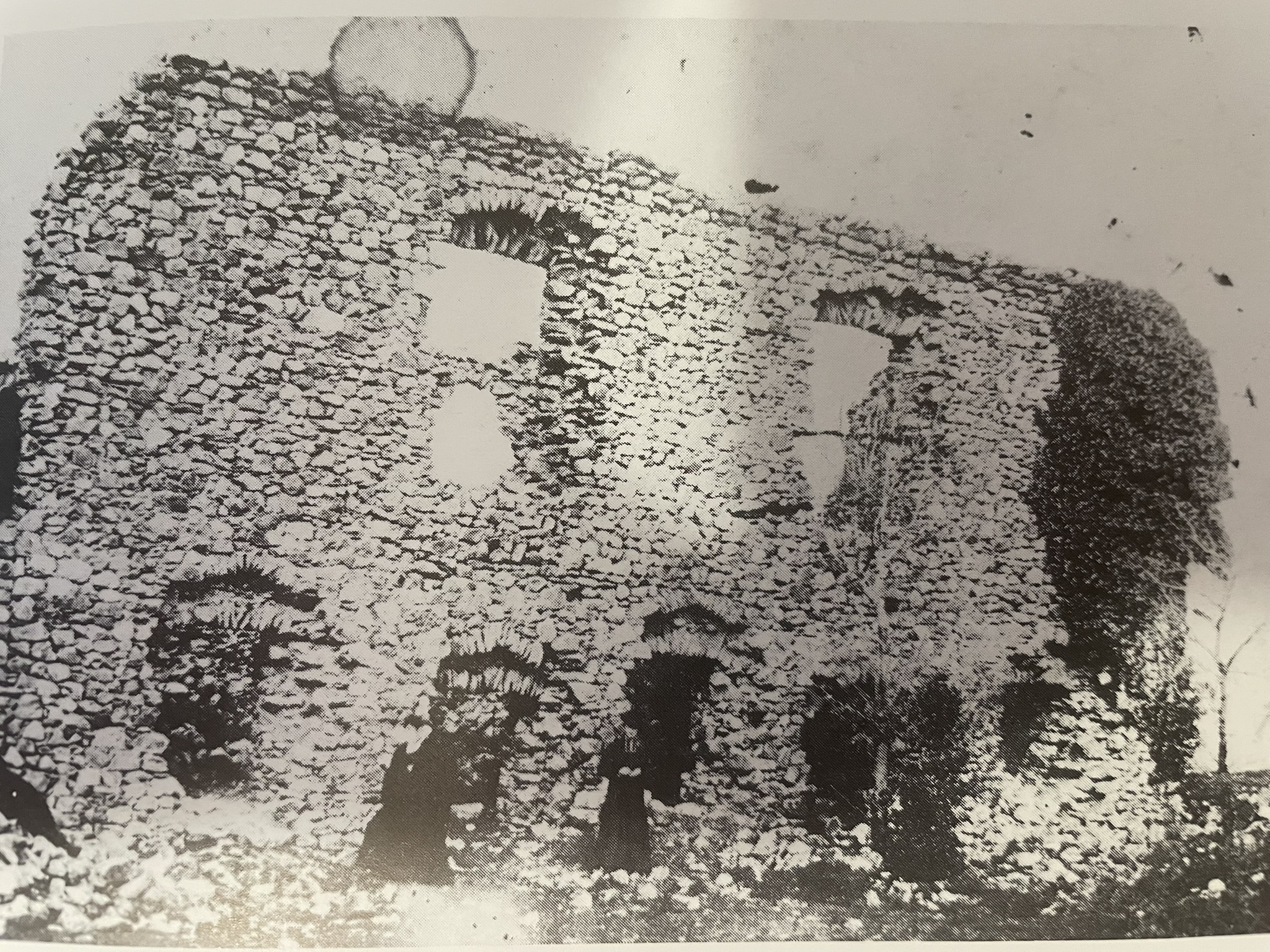
Mur du logis nord, photo prise en 1890

En parallèle, le bourg de La Bessonnié va se développer petit à petit à la même époque. Son étymologie viendrait de Besses désignant, en celtique, les « pâturages ». Le bourg va se structurer avec quelques maisons centrées autour d'une église gothique construite au XIIIe siècle mais pillée durant la guerre de Cent Ans  à cause des routiers et puis des guerres de Religion. On sait que la vie économique se déplace à La Bessonnié dès le XVe siècle et le village connaît une prospérité sous les règnes de Louis XI, Charles VIII, Louis XII et François Ier.

### Epoque Moderne
Au niveau de la baronnie, de nombreux seigneurs de la famille d'Arpajon vont alors se succéder, tel que : Hugues III, Gui Ier qui donnera le château de Castelfranc à son frère écuyer Jean de Martin qui s'alliera aux Nautonier, Bertrand II qui accueillera François Ier au château de Montredon en 1533 et lui fournit des hommes d'armes, Laurent II qui sera le dernier seigneur de Montredon qui appartenait à la famille d'Arpajon et qui meurt en 1572. Ensuite, la baronnie sera partagée entre deux familles : les Castelpers-Panat-Lévis et les Cardaillac-Bioule jusqu'en 1631. C'est donc en 1631 que la baronnie de Montredon appartient à la famille des Brunet-Villeneuve qui la garderont jusqu'à la Révolution, mais ne résideront jamais dans la Baronnie.

Pour ce qui est des Guerres de Religion, de la Réforme, du Calvinisme, tous ces aspects vont fortement influencer et affecter la vie politique, économique et religieuse du Montredonnais. On recense, dès le milieu du XVIe siècle, des soulèvements et conflits internes à Blaucau, à Labessonnié, ... Un évènement notamment va changer le territoire de la baronnie. En 1569, Foucault de Gontaut, Baron de Biron, devient le chef des protestants à Castres et ils décident d'aller faire un raid dans la montagne, le château de Berlan leur coupe la route. Le 5 juin 1569 commenca le siège du château, il fallu acheminer des canons depuis Castres pour faire effondrer la tour du château et puis les assiégés réussirent à fuir, le château fut donc entièrement ruiné. Il fut de même pour le château de la Griffoul qui subit le même sort, autant que pour le château de Ruffis et aussi pour le château de Montfa. Cette expédition fut donc un succès pour les protestants de Castres. Les combats internes continuent et le château d'Arifat est brulé en 1574 par les catholiques pour que les protestants ne le prennent pas, l'église primitive de Ruffis est détruite et la région est totalement pillée par les bandits et par les garnisons à la fois catholiques et protestantes. Le château de Montredon est gardé par une garnison catholique et la Bessonnié est fortifiée en 1589 par Laurent Gironet, puis la région s'épuise entre luttes stériles et les épidémies qui font énormément de morts. En 1598, après l'Edit de Nantes qui calme la région pour un temps, le seigneur de Montredon prête serment au roi Henri IV. Lorsque Henri IV est assassiné en 1610, les révoltes reprennent dans le Midi et donc dans le Montredonnais. Les guerres se succèdent, les trèves aussi et le Montredonnnais votent les fonds destinés à l'entretien de l'armée protestante en mars 1622. Puis, le prince de Condé vient ravager le Languedoc et il met à sac le château de Castelfranc en 1628 et Richelieu est de passage à Albi, en août 1629, ou il décide de détruire le château de Lombers et les remparts de Castres, il séjourne à Montredon durant son voyage.

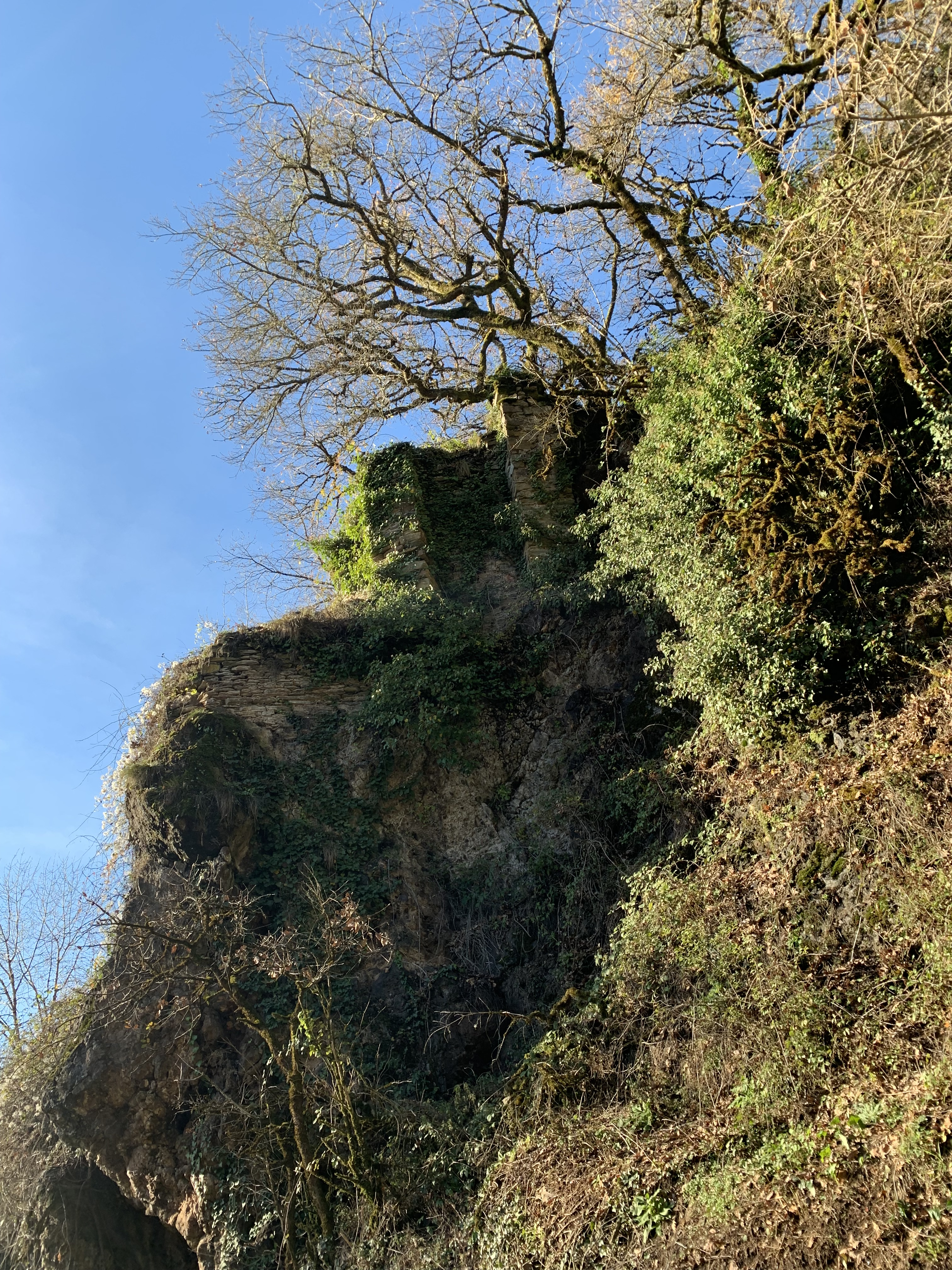
Vestige du Château de Berlan, définitivement détruit au XVIIe siècle.
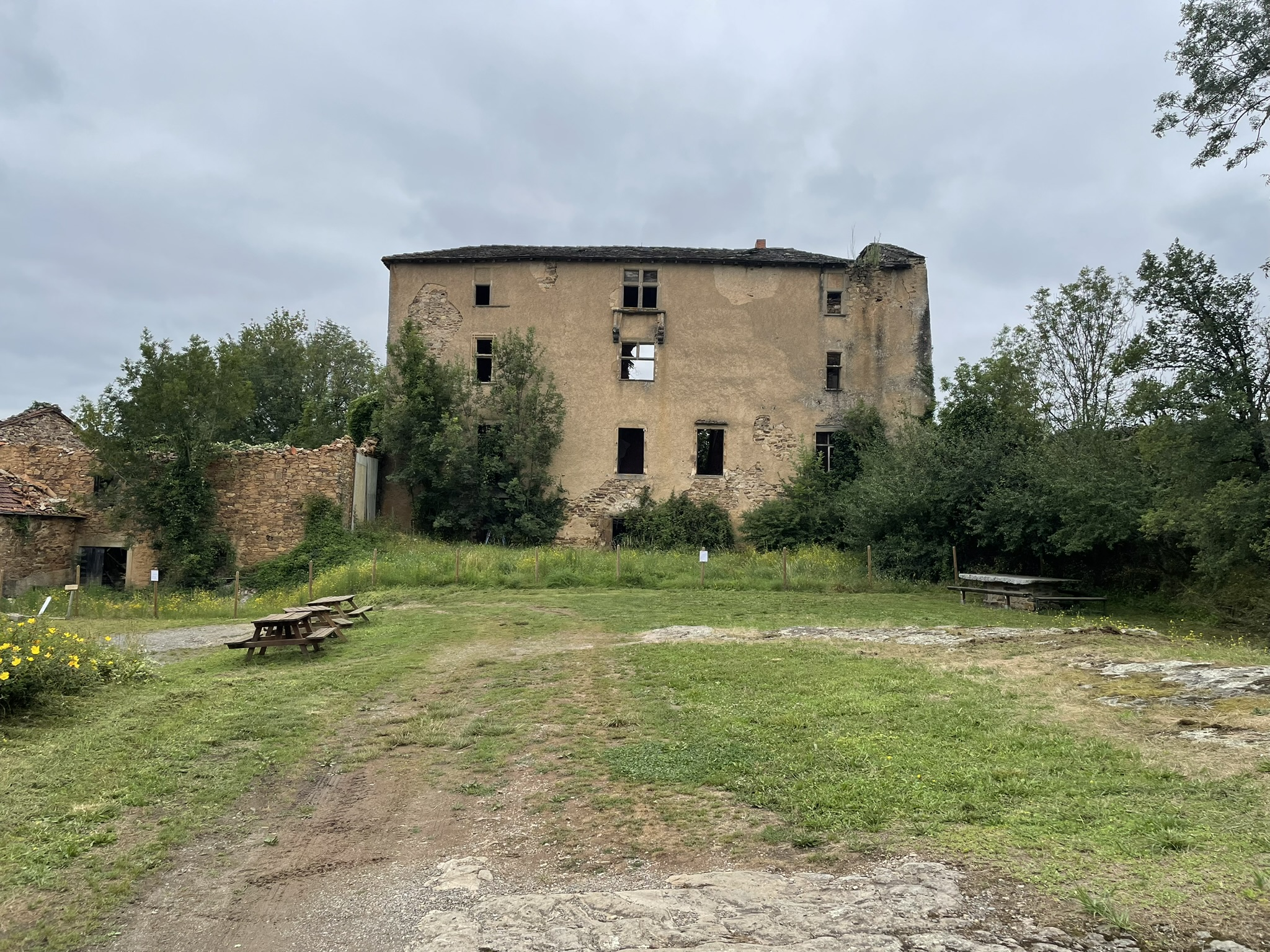
Façade sud du château d'Arifat.
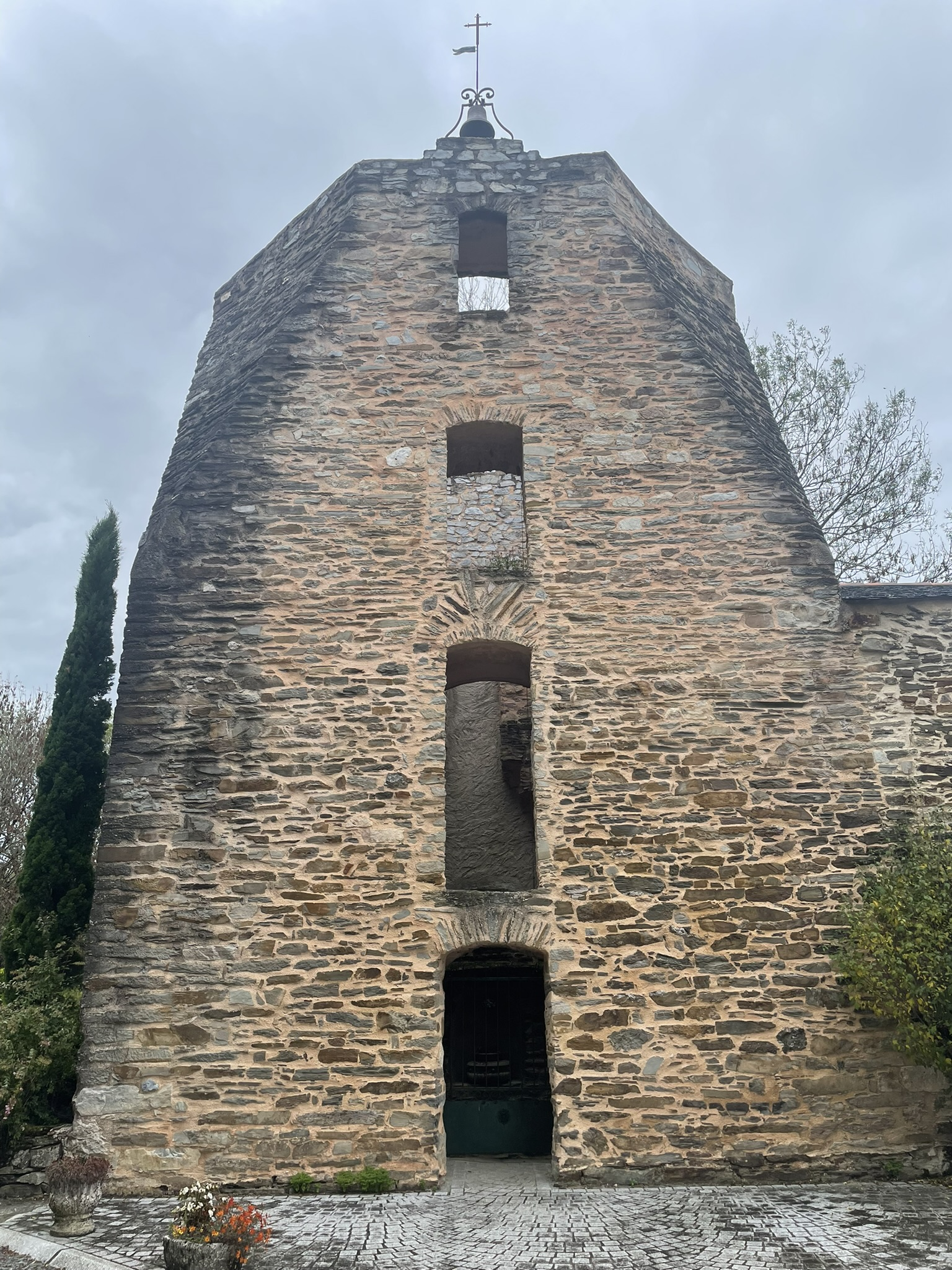
Seul vestige du Château de Ruffis, tour du XIVe siècle.

En parallèle de cette période trouble, un personnage va fortement marquer l'histoire du Montredonnais, Guillaume le Nautonier. Guillaume, lorsque son frère Jean le Nautonier meurt, hérite du château primitif de Castelfranc et cet endroit lui permettra de rédiger des ouvrages d'astronomie qui auront un succès assez important pour l'époque, assez pour arriver jusqu'aux oreilles d'Henri IV qui le nomme géographe du roi. Guillaume le Nautonnier aura le droit à une pension ce qui lui permettra de construire un observatoire, qui sera inauguré en 1610 et qui est considéré comme le premier observatoire de France, puisque celui de Paris sera fondé en 1667, 50 ans après.  

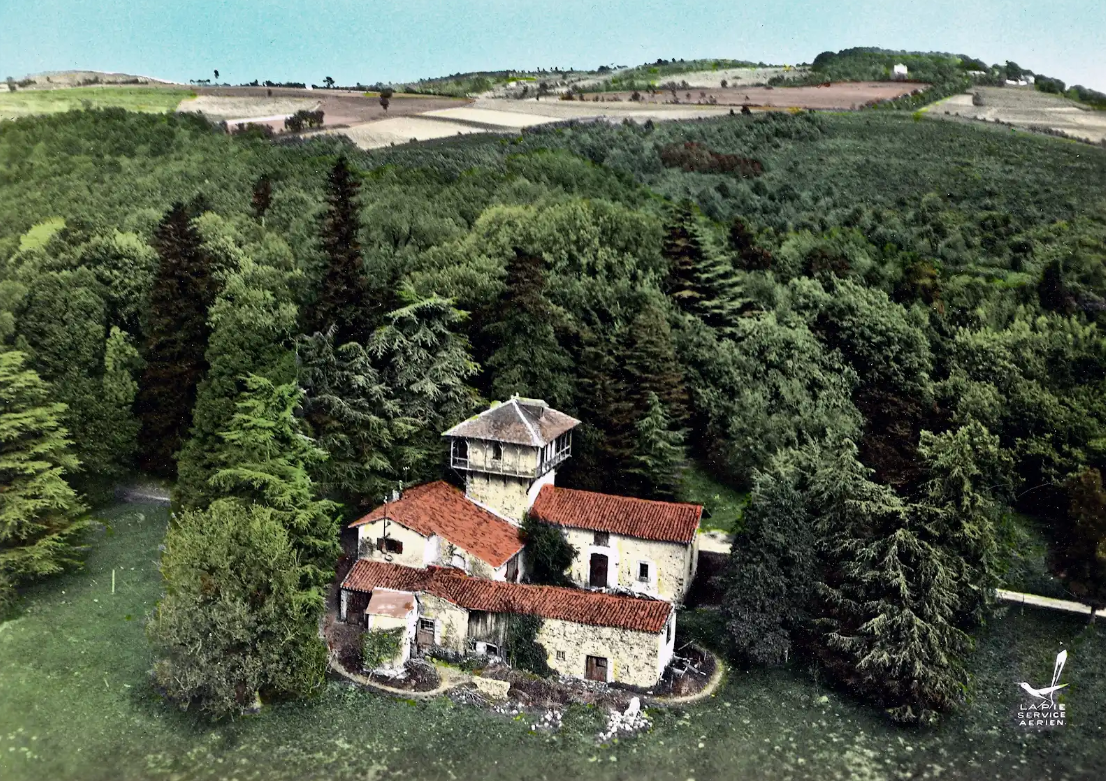
Observatoire du Nautonier, inauguré en 1610, photo aérienne prise dans les années 1980.
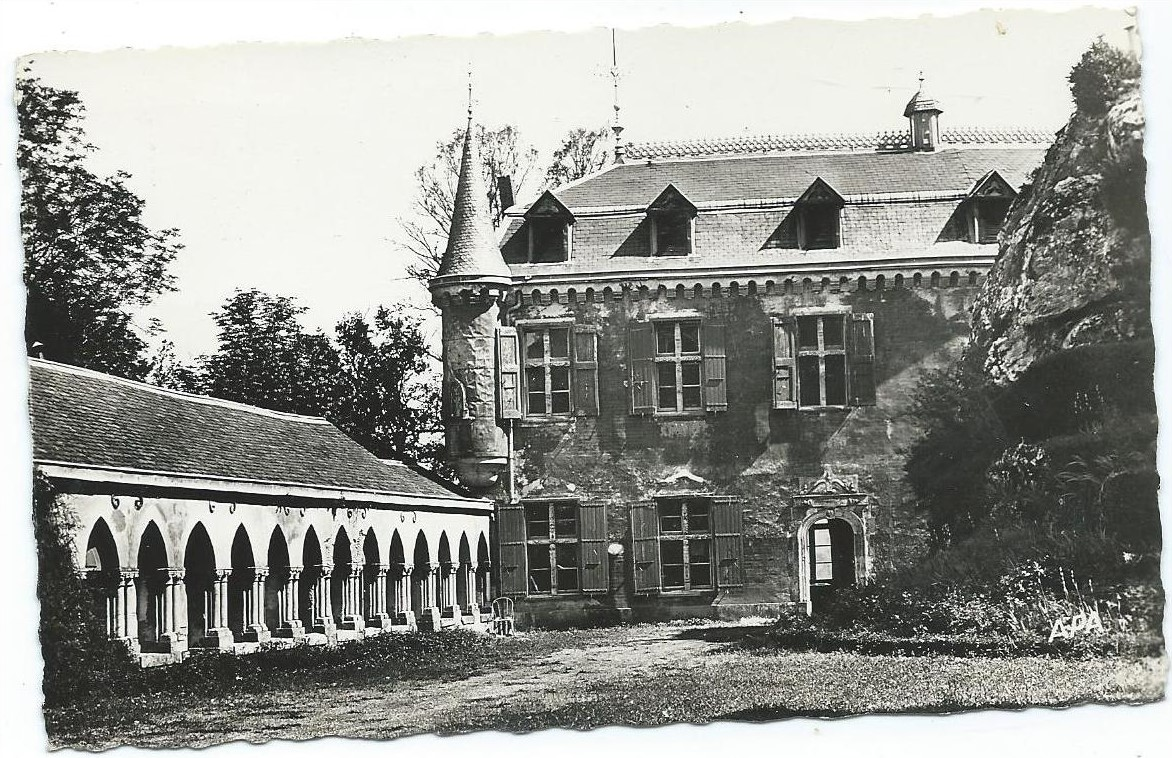
Château de Castelfranc avec le rocher à droite, seul vestige du château primitif.

Pour continuer, Louis de Cardaillac-Bioule, seigneur de Montredon, choisit de suivre la révolte fomentée par le duc de Montmorency et Gaston d'Orléans. Ce fut une terrible défaite lors de la bataille de Castelnaudary le 1er septembre 1632 pour les insurgés et c'est à ce moment que le château de Berlan est ruiné car le seigneur de Montredon, considéré comme "criminel de lèse-majesté", est privé de tous ces pouvoirs. Cependant, durant la guerre de Trente ans, ce même seigneur va gagner une bataille contre les Espagnols et va même devenir le sénéchal de Castres en 1638. Le territoire du Montredonnais souffre et est fortement marqué par ces épreuves et les tensions religieuses ne se termineront officieusement qu'après 1660.
De plus, dès 1726, une milice est permanente à Labessonnié et fournit des hommes pour les corps d'armée du royaume de France et c'est au XVIIIe siècle que de nombreux militaires du village et de ses alentours vont se faire remarquer. Tel que : Claude Thomas de Labarthe, Louis de Laboulbène qui fut premier consul de Montredon, ... Ensuite, les miliciens montredonnais ont partcipé à : la guerre de Succession de Pologne, la guerre de Succession d'Autriche, la guerre de Sept ans, ... Les derniers seigneurs de Montredon de résideront presque jamais dans la baronnie.

## Politique et administration

### Liste des maires
| Période                                  | Période                  | Identité           | Étiquette     | Qualité |
| ---------------------------------------- | ------------------------ | ------------------ | ------------- | --- |
| 1925                                     | ?                        | Fernand Lavergne   | Rad.          | Médecin Sénateur du Tarn (1931 → 1945) Conseiller général du canton de Montredon-Labessonnié (1928 → 1940) |
| Les données manquantes sont à compléter. |                          |                    |               | |
| octobre 1947                             | mars 1989                | Simon Régy         | MRP puis DVD  | Médecin Conseiller général du canton de Montredon-Labessonnié (1945 → 1985)                                |
| mars 1989                                | juillet 2006 (démission) | Michel Delsaux     | DVG (app. PS) | Éleveur retraité                                                                                           |
| juillet 2006                             | En cours                 | Jean-Paul Chamayou | DVD           | Agriculteur                                                                                                |
| Les données manquantes sont à compléter. |                          |                    |               | |

## Population et société

### Démographie
| 1793  | 1800  | 1806  | 1821  | 1831  | 1836  | 1841  | 1846  | 1851  |
| ----- | ----- | ----- | ----- | ----- | ----- | ----- | ----- | ----- |
| 4 535 | 4 558 | 4 582 | 4 370 | 4 852 | 4 910 | 5 213 | 5 420 | 5 548 |

| 1856  | 1861  | 1866  | 1872  | 1876  | 1881  | 1886  | 1891  | 1896  |
| ----- | ----- | ----- | ----- | ----- | ----- | ----- | ----- | ----- |
| 5 104 | 4 890 | 4 975 | 4 672 | 4 719 | 4 744 | 4 620 | 4 519 | 4 309 |

| 1901  | 1906  | 1911  | 1921  | 1926 | 1931  | 1936  | 1946  | 1954  |
| ----- | ----- | ----- | ----- | ---- | ----- | ----- | ----- | ----- |
| 4 125 | 3 938 | 3 742 | 3 293 | 310  | 2 947 | 2 807 | 2 801 | 2 581 |

| 1962  | 1968  | 1975  | 1982  | 1990  | 1999  | 2006  | 2011  | 2016  |
| ----- | ----- | ----- | ----- | ----- | ----- | ----- | ----- | ----- |
| 2 427 | 2 327 | 2 058 | 2 167 | 2 111 | 2 030 | 2 059 | 2 088 | 2 019 |

| 2021  | 2022  | - | - | - | - | - | - | - |
| ----- | ----- | - | - | - | - | - | - | - |
| 2 049 | 2 080 | - | - | - | - | - | - | - |

### Enseignement
écoles : 
- école des fournials (publique)
- école Sainte Thérèse (privée)
- école de la sigoure (publique)

### Sports
- Club de rugby, élite Occitanie avec école de rugby, cadets et juniors + féminines FFR - comité départemental du Tarn et Ligue Occitanie Rugby

## Économie

### Revenus
En 2018, la commune compte 872 ménages fiscaux, regroupant 1 996 personnes. La médiane du revenu disponible par unité de consommation est de 18 480 € (20 400 € dans le département).

### Emploi
|                | 2008  | 2013  | 2018  |
| -------------- | ----- | ----- | ----- |
| Commune        | 6,5 % | 7,6 % | 9,8 % |
| Département    | 8,2 % | 9,9 % | 10 %  |
| France entière | 8,3 % | 10 %  | 10 %  |

En 2018, la population âgée de 15 à 64 ans s'élève à 1 169 personnes, parmi lesquelles on compte 74,2 % d'actifs (64,4 % ayant un emploi et 9,8 % de chômeurs) et 25,8 % d'inactifs,. Depuis 2008, le taux de chômage communal (au sens du recensement) des 15-64 ans est inférieur à celui de la France et du département.
La commune fait partie de la couronne de l'aire d'attraction de Castres, du fait qu'au moins 15 % des actifs travaillent dans le pôle,. Elle compte 616 emplois en 2018, contre 598 en 2013 et 584 en 2008. Le nombre d'actifs ayant un emploi résidant dans la commune est de 765, soit un indicateur de concentration d'emploi de 80,5 % et un taux d'activité parmi les 15 ans ou plus de 51,9 %.
Sur ces 765 actifs de 15 ans ou plus ayant un emploi, 342 travaillent dans la commune, soit 45 % des habitants. Pour se rendre au travail, 79,6 % des habitants utilisent un véhicule personnel ou de fonction à quatre roues, 0,8 % les transports en commun, 7,3 % s'y rendent en deux-roues, à vélo ou à pied et 12,2 % n'ont pas besoin de transport (travail au domicile).

### Activités hors agriculture

#### Secteurs d'activités
130 établissements sont implantés  à Montredon-Labessonnié au 31 décembre 2019. Le tableau ci-dessous en détaille le nombre par secteur d'activité et compare les ratios avec ceux du département,.
| Secteur d'activité                                                                                        | Commune | Commune | Département |
| Secteur d'activité                                                                                        | Nombre  | %       | %           |
| --- | ------- | ------- | ----------- |
| Ensemble                                                                                                  | 130     | 100 %   | (100 %)     |
| Industrie manufacturière, industries extractives et autres                                                | 34      | 26,2 %  | (13 %)      |
| Construction                                                                                              | 15      | 11,5 %  | (12,5 %)    |
| Commerce de gros et de détail, transports, hébergement et restauration                                    | 27      | 20,8 %  | (26,7 %)    |
| Information et communication                                                                              | 2       | 1,5 %   | (2,1 %)     |
| Activités financières et d'assurance                                                                      | 3       | 2,3 %   | (3,3 %)     |
| Activités immobilières                                                                                    | 1       | 0,8 %   | (4,2 %)     |
| Activités spécialisées, scientifiques et techniques et activités de services administratifs et de soutien | 9       | 6,9 %   | (13,8 %)    |
| Administration publique, enseignement, santé humaine et action sociale                                    | 21      | 16,2 %  | (15,5 %)    |
| Autres activités de services                                                                              | 18      | 13,8 %  | (9 %)       |

Le secteur de l'industrie manufacturière, des industries extractives et autres est prépondérant sur la commune puisqu'il représente 26,2 % du nombre total d'établissements de la commune (34 sur les 130 entreprises implantées  à Montredon-Labessonnié), contre 13 % au niveau départemental.

#### Entreprises et commerces
Les cinq entreprises ayant leur siège social sur le territoire communal qui génèrent le plus de chiffre d'affaires en 2020 sont : 
- Albert Et Fils Genie Civil, construction d'ouvrages maritimes et fluviaux (4 181 k€)
- La Maille Au Personnel, fabrication d'étoffes à mailles (1 785 k€)
- Cocagne Evasion, transports routiers réguliers de voyageurs (1 404 k€)
- Etablissements Alain Gau, taille, façonnage et finissage de pierres (871 k€)
- SARL Etablissements Liffraud, location de terrains et d'autres biens immobiliers (98 k€)

### Agriculture
La commune est dans les Monts de Lacaune, une petite région agricole située dans le sud-est du département du Tarn. Entre bocages et forêt, cette zone est consacrée à l’élevage de ruminants de races à viande ou laitières. Sur les plus hauts plateaux, de nombreux élevages de brebis laitières produisent le lait destiné à la fabrication du roquefort. En 2020, l'orientation technico-économique de l'agriculture  sur la commune est l'élevage d'ovins ou de caprins. 
|               | 1988  | 2000  | 2010  | 2020  |
| ------------- | ----- | ----- | ----- | ----- |
| Exploitations | 205   | 138   | 105   | 93    |
| SAU (ha)      | 5 813 | 5 800 | 5 761 | 6 162 |

Le nombre d'exploitations agricoles en activité et ayant leur siège dans la commune est passé de 205 lors du recensement agricole de 1988  à 138 en 2000 puis à 105 en 2010 et enfin à 93 en 2020, soit une baisse de 55 % en 32 ans. Le même mouvement est observé à l'échelle du département qui a perdu pendant cette période 58 % de ses exploitations,. La surface agricole utilisée sur la commune a quant à elle augmenté, passant de 5 813 ha en 1988 à 6 162 ha en 2020. Parallèlement la surface agricole utilisée moyenne par exploitation a augmenté, passant de 28 à 66 ha.

## Culture locale et patrimoine

### Lieux et monuments
- Mémorial dédié aux soldats tombés en Afrique du Nord (1952-1962), inauguré le 14 mai 1989 ;
- Église Notre-Dame-de-Ruffys de La Rivarié[56] ;
- Église Saint-Amans de Saint-Amans de Négrin ;
- Église Saint-Georges de Bouyrols ;
- Église Saint-Jean de Blaucau ;
- Église Saint Jean-Baptiste de Labessonnié ;
- Église Notre-Dame des Fournials ;
- Église Saint-Martin de Calmès ;
- Église Saint-Salvy de Salclas ;
- Temple protestant de Bellegarde ;
- Temple protestant de Montredon-Labessonnié ;
- Chapelle du château de Castelfranc ;
- Château de Montredon, siège de l'ancienne baronnie ;
- Château de Castelfranc où Guillaume de Nautonier fit construire le plus ancien observatoire astronomique de France ;
- Château Antelys, aussi dit château des Fournials.

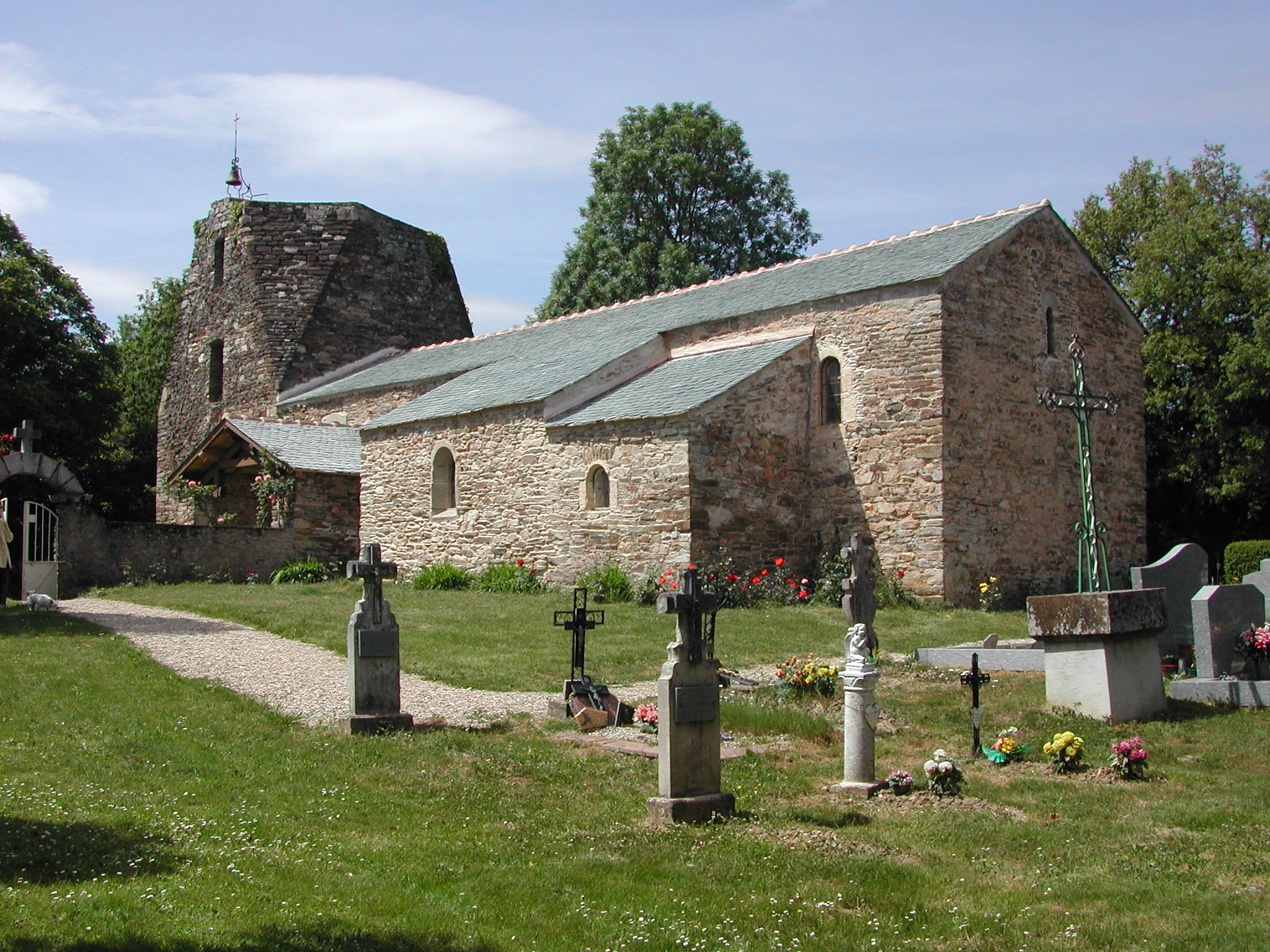
Église Notre-Dame-de-Ruffys de La Rivarié
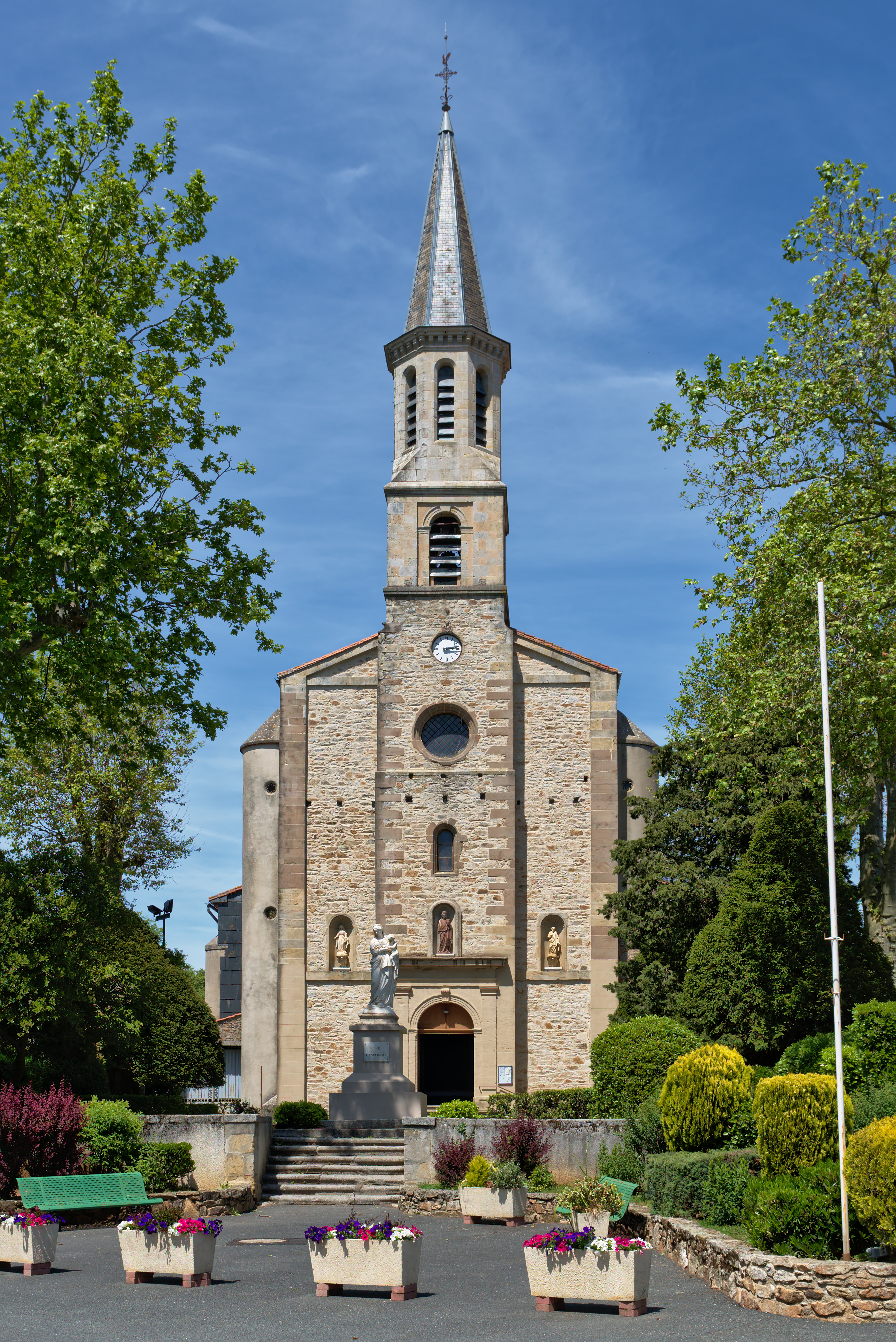
Église Saint Jean-Baptiste de Labessonnié.
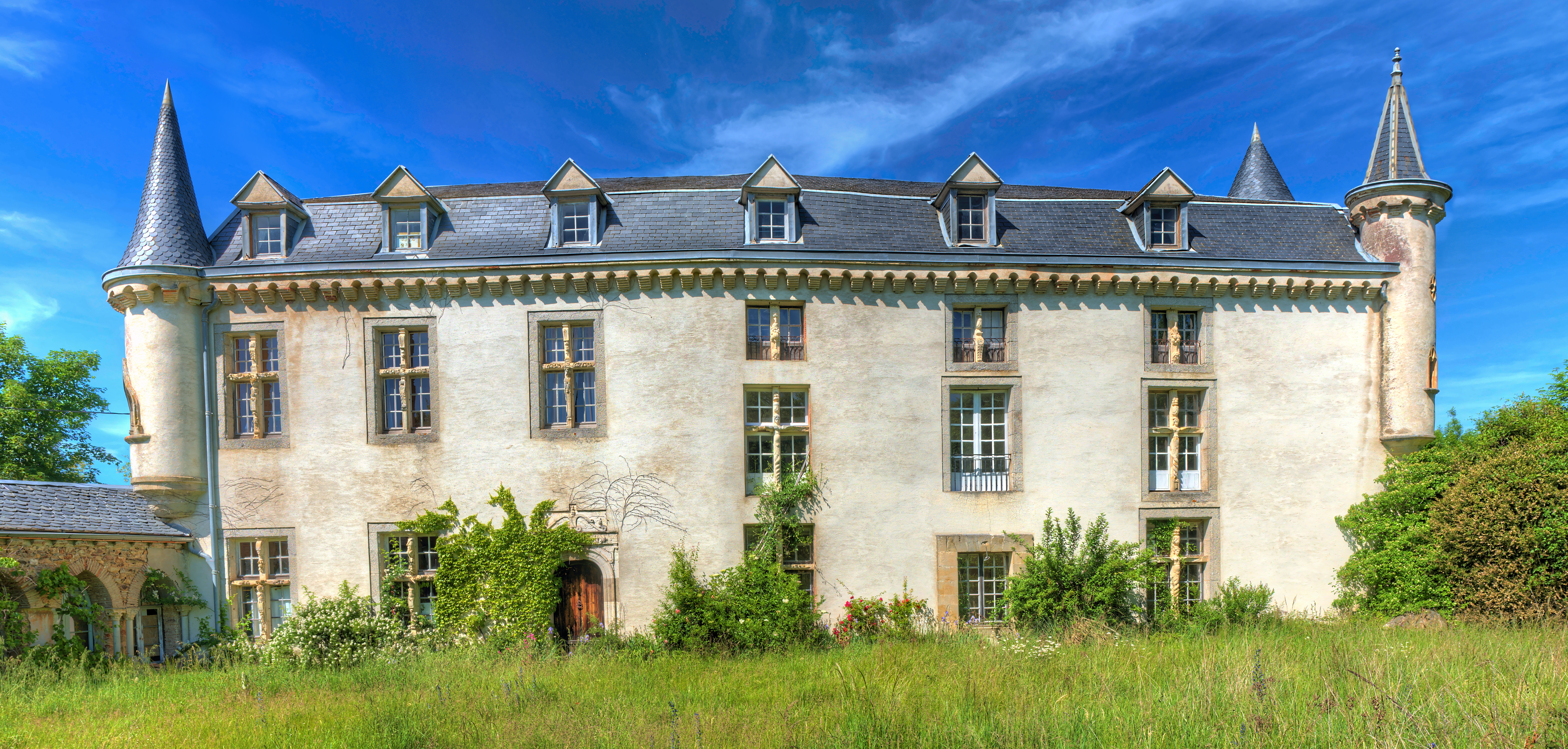
Château de Castelfranc.
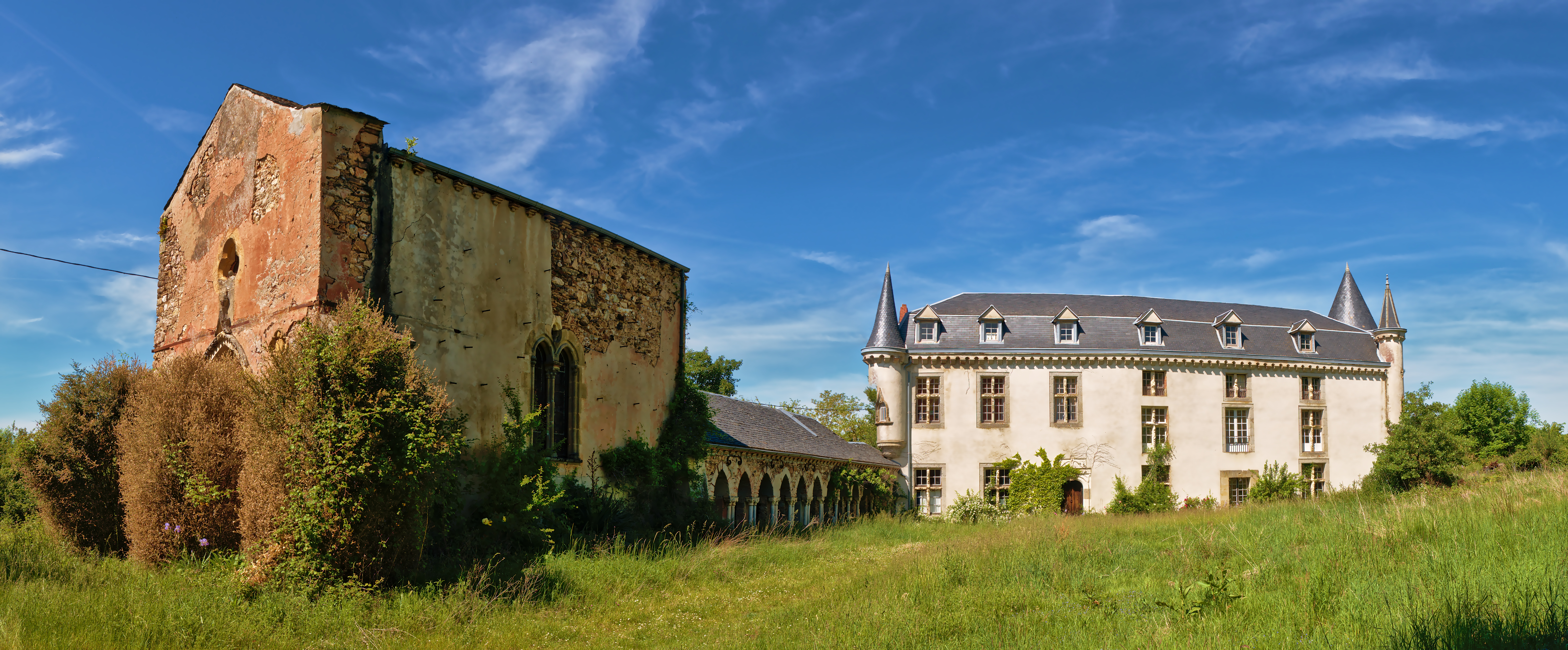
Chapelle et château de Castelfranc de Montredon-Labessonnié
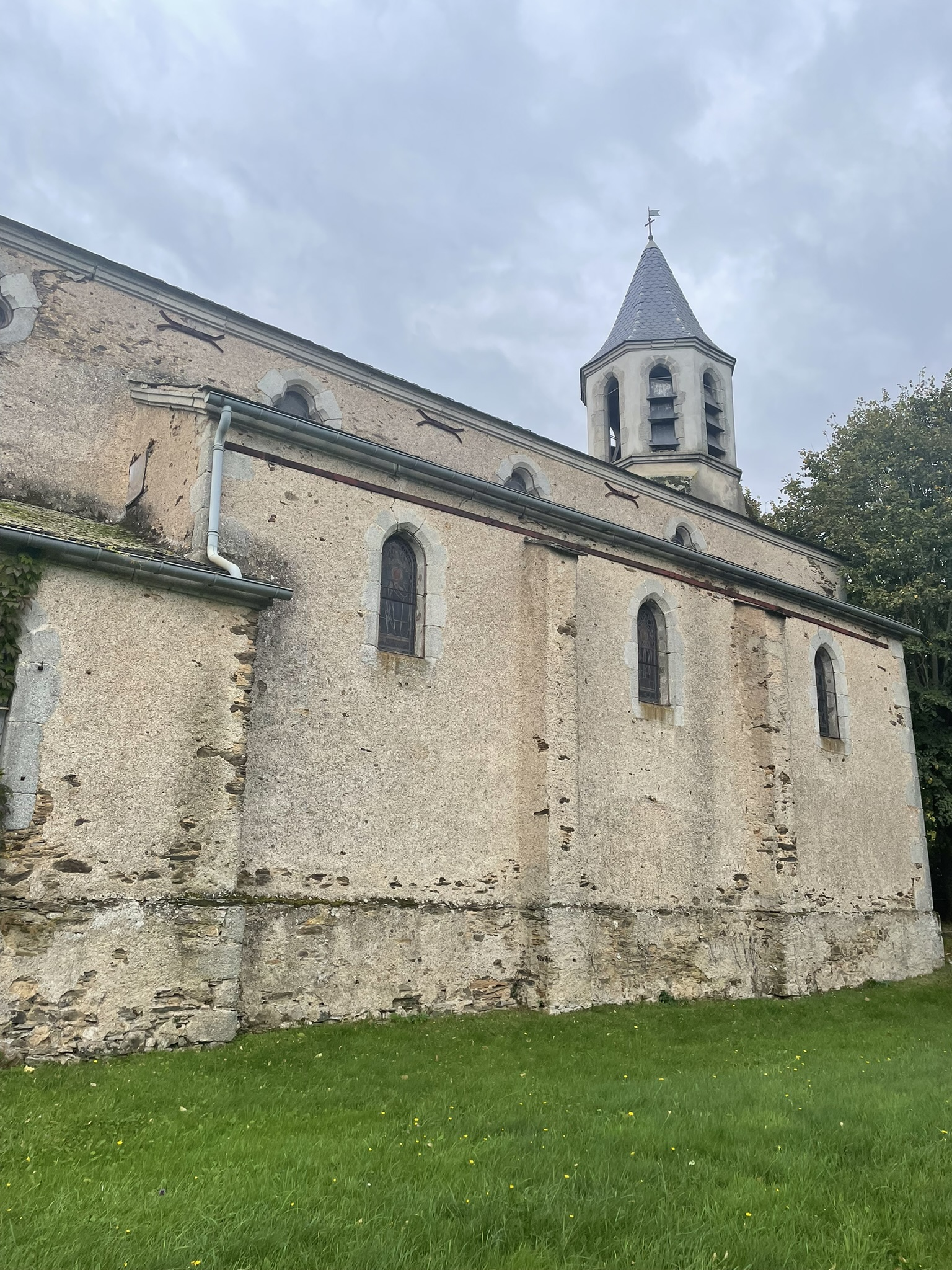
Eglise Saint-Amans de Négrin

### Personnalités liées à la commune
- Guillaume de Castelfranc dit "le Nautonier"
- Camille Rabaud
- Héliodore Jospin
- Sylvain Espinasse
- Bernard Lavergne (1815-1903), médecin et homme politique.
- Fernand Lavergne

### Héraldique
| Montredon-Labessonnié | Son blasonnement est : D'or à la tour crénelée de quatre pièces, posée devant une muraille crénelée de six pièces, le tout d'azur maçonné de sable, ouvert du même, au chef d'azur chargé de trois fleurs de lys d'or. |

### Tourisme
Un syndicat d'initiative puis un Office de tourisme ont été mis en place. Si le syndicat d'initiative, à vocation communale, était installé dans l'ancienne halle du village, la formation de la Communauté de communes du Montredonnais (Arifat - Mont-Roc - Montredon-Labessonnié - Rayssac) a permis la construction d'un bâtiment au centre du village à double vocation : une partie consacrée à l'administration intercommunale et un espace destiné au nouvel Office de Tourisme du Pays Montredonnais. Le transfert de compétence du volet tourisme à l'échelon de la Communauté de Communes a permis alors le salariat de permanents mis à disposition de l'outil "office de tourisme".
La commune de Montredon-Labessonnié et le Pays Montredonnais qui lui est associé offrent des structures d'hébergement dont la plupart bénéficient de labels type « accueil paysan », « Gites de France », ou « Clé Vacances ». L'ensemble de ces structures résulte d'initiatives ou d'investisseurs privés à l'exception notable d'un village de gîtes réalisé par la commune de Montredon-Labessonnié. Le patrimoine rural est composé de chapelles et temples (la zone fut marquée dès le XVIe siècle par une forte présence protestante), d'anciens moulins à eau, de hameaux oubliés, etc. Ce patrimoine est accessible au travers d'un réseau de 125 km de chemins de randonnées sillonnant le territoire de la commune depuis les vallées (Agout au Sud et Dadou au Nord) jusqu'aux plateaux.
Commune située à l'extrémité nord-ouest du parc naturel régional du Haut-Languedoc, le tourisme vert et ses activités connexes de pleine nature représentent l'atout majeur de Montredon-Labessonnié. Montredon-Labessonnié possède sur son vaste territoire une dizaine d'agriculteurs proposant de la vente directe et des visites de leurs exploitations. Les productions étant très variées (bovins, ovins, volailles, miel, fromages, légumes, farines, safran), des itinéraires de visite et des marchés de producteurs sont mis en œuvre.

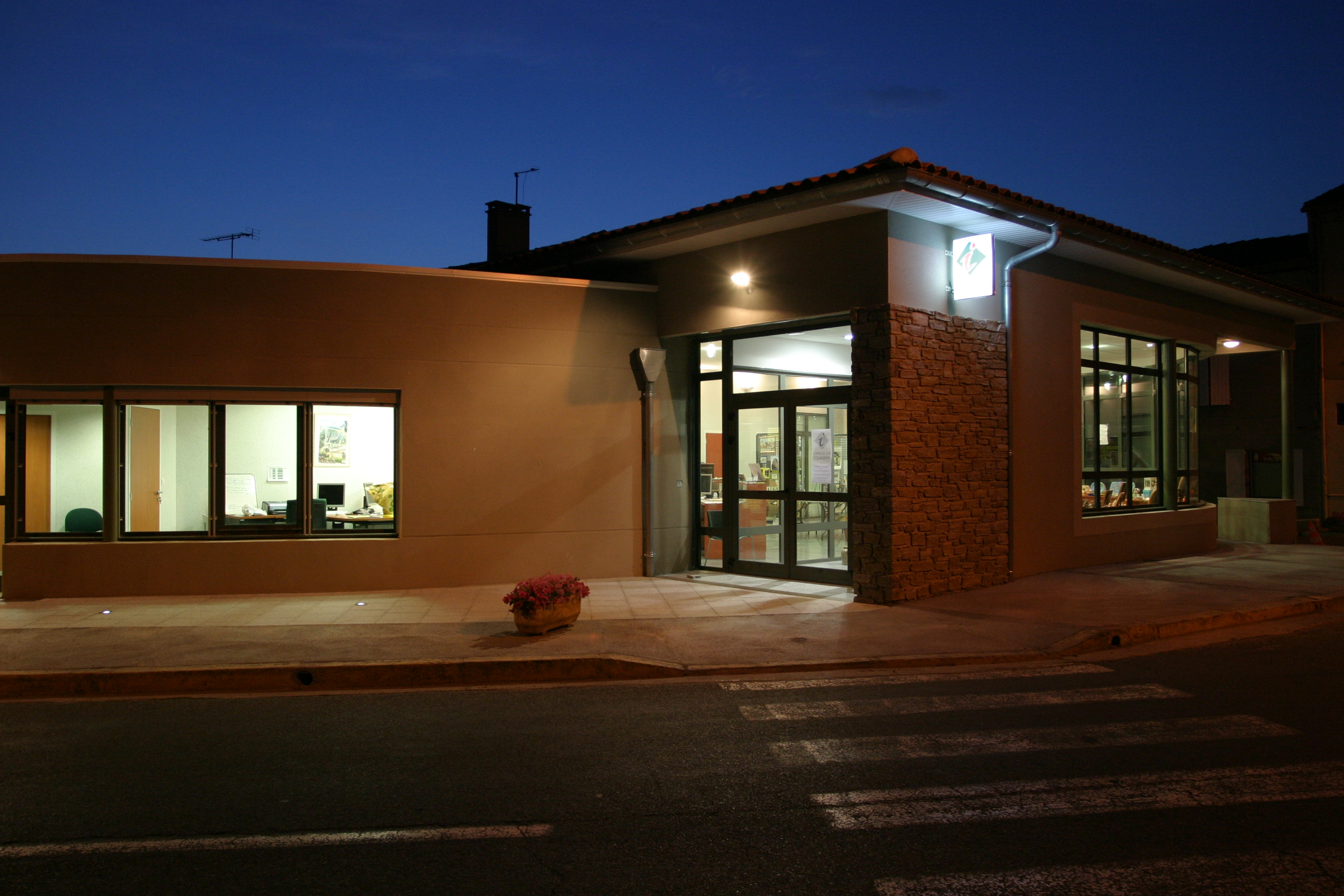
L'office de Tourisme et la Communauté de communes.

D'autres outils susceptibles d'intéresser le tourisme existe localement. Il faut citer la structure du Planétarium-observatoire qui accueille groupes et individuels pour des séances d'observation des astres, de découverte de la voûte céleste en salle de planétarium, d'initiation à l'astronomie et d'activités éducatives ou ludiques plus spécifiques aux jeunes et aux enfants. Un parc animalier appelé « Zoo de Montredon » existait également jusqu'au début des années 2000. La fin de ses activités amputa réellement la commune d'un de ses principaux points d'attrait. Aujourd'hui repris, le zoo a rouvert ses portes le 30 juin 2013, sous la dénomination de Zoo des 3 vallées sur une surface de 58 hectares.